# Impianto di Orano Malvési

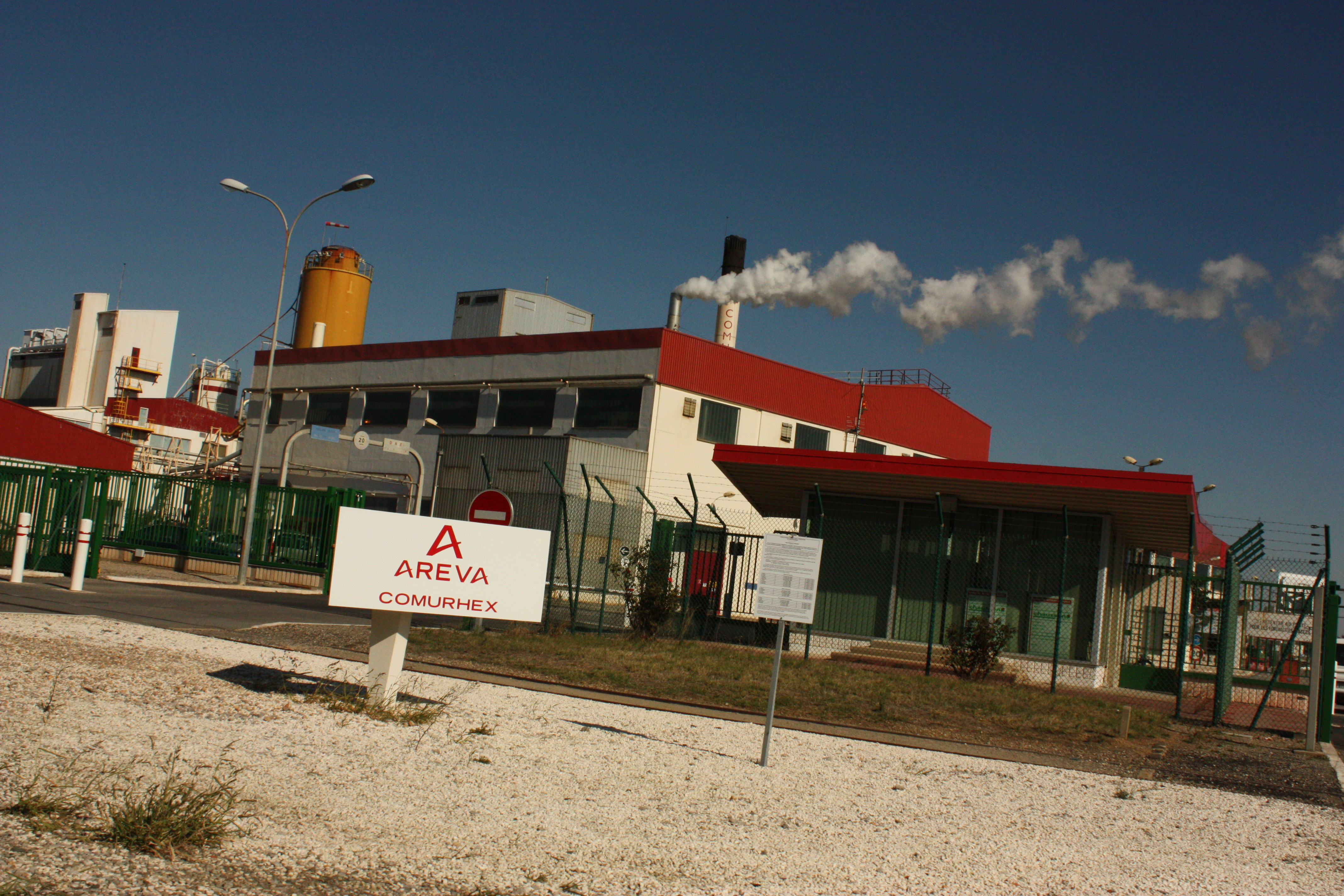
Ingresso dell'impianto di Malvési

L'impianto di Orano Malvési (prima del 2018, Areva Malvési) è un impianto per la raffinazione e la conversione di yellowcake (un concentrato di minerale di uranio), sotto forma di tetrafluoruro di uranio (UF4) che si trova a Narbona nella zona industriale di Malvezy. È stato gestito dalla Comhurex per 39 anni 5 prima di essere integrato nel gruppo Areva nel 2014. Questo impianto, specializzato nella chimica dell'uranio, purifica concentrati di minerale di uranio per estrarne prodotti destinati ad essere trasformati in combustibile nucleare. Al mese di gennaio 2017, l'impianto impiegava poco più di 200 dipendenti.
L'area industriale di Malvezy, con una superficie di 200 ettari, comprende 31.000 m² di abitazioni e ospita l'impianto di Orano nonché diverse piccole e medie industrie: Gérard Bertrand (viticoltura), Arterris (agricoltura), Cegelec Nucléaire Sud-Est (Vinci Energies), Camions du Midi (Camidi), ecc. Questa zona comprende anche una centrale elettrica fotovoltaica, una dozzina di bacini di decantazione, di evaporazione, di fitodepurazione delle acque reflue e di stoccaggio di più di 1.000.000 di m³ di rifiuti radioattivi. Il sito di Malvési è collegato, da un punto di vista operativo, al sito nucleare di Tricastin gestito da Orano.

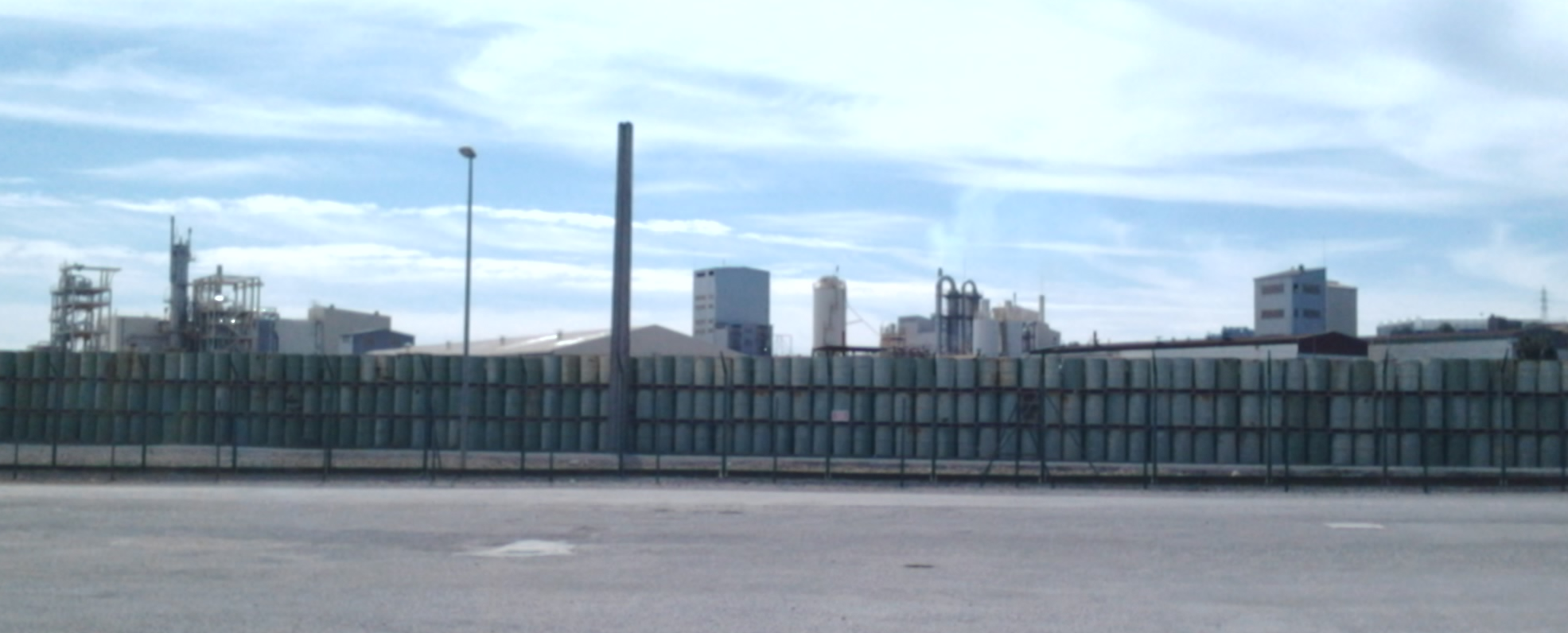

## Sito

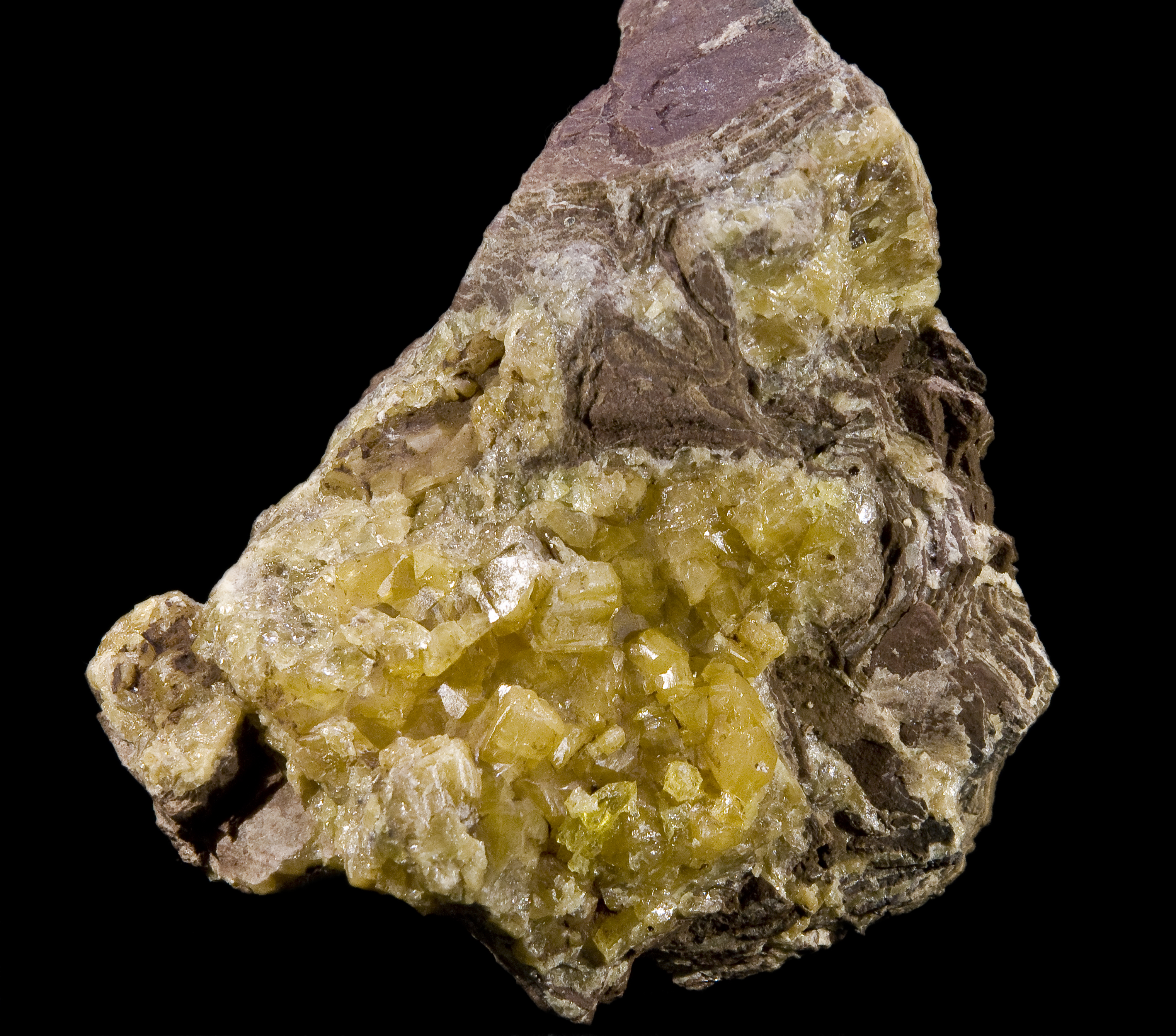
Minerale di zolfo proveniente da Malvési

Il sito è una vecchia cava di zolfo, sfruttato dal 1935 al 1953 per la produzione di anidride solforosa (enologia), principalmente per il vigneto del Linguadoca-Rossiglione. Lo sfruttamento della miniera di zolfo ha lasciato sul sito un blocco di residui in cui sono stati scavati i primi bacini dell'impianto atomico.
Il sito è stato scelto dal Commissariato per l'energia atomica per il suo clima favorevole all'evaporazione grazie all'azione congiunta del sole e dei venti. Narbona ha 300 giorni di insolazione all'anno. I due venti prevalenti sono: il cers, un vento che soffia da nord-ovest praticamente tutto l'anno; e il marin, un vento proveniente dal Mar Mediterraneo situato a circa 17 km a sud-est.
L'impianto di Malvési si trova a 9 metri di altezza LGF ai piedi dell'oppidum di Montlaurès, un sito archeologico della civiltà celtica. L'impianto è alimentato dall'acqua dalla sorgente dell'Oeillal, una sorgente valchiusiana che sorge a sud dell'oppidum. La sorgente e l'insieme delle acque scaricate dall'impianto alimentano il canale di Tauran, che si riversa nel canale della Robine, attraversa il centro della città di Narbona, per poi sfociare nello stagno di Bages-Sigean.

## Storia
Dopo la Seconda guerra mondiale, inizia la conversione dei concentrati di minerale di uranio nella regione parigina nell'impianto di Bouchet. Questo impianto alimenta i primi reattori nucleari costruiti a Fontenay-aux-Roses, Saclay, Grenoble e Marcoule, per lo sviluppo della bomba atomica francese.

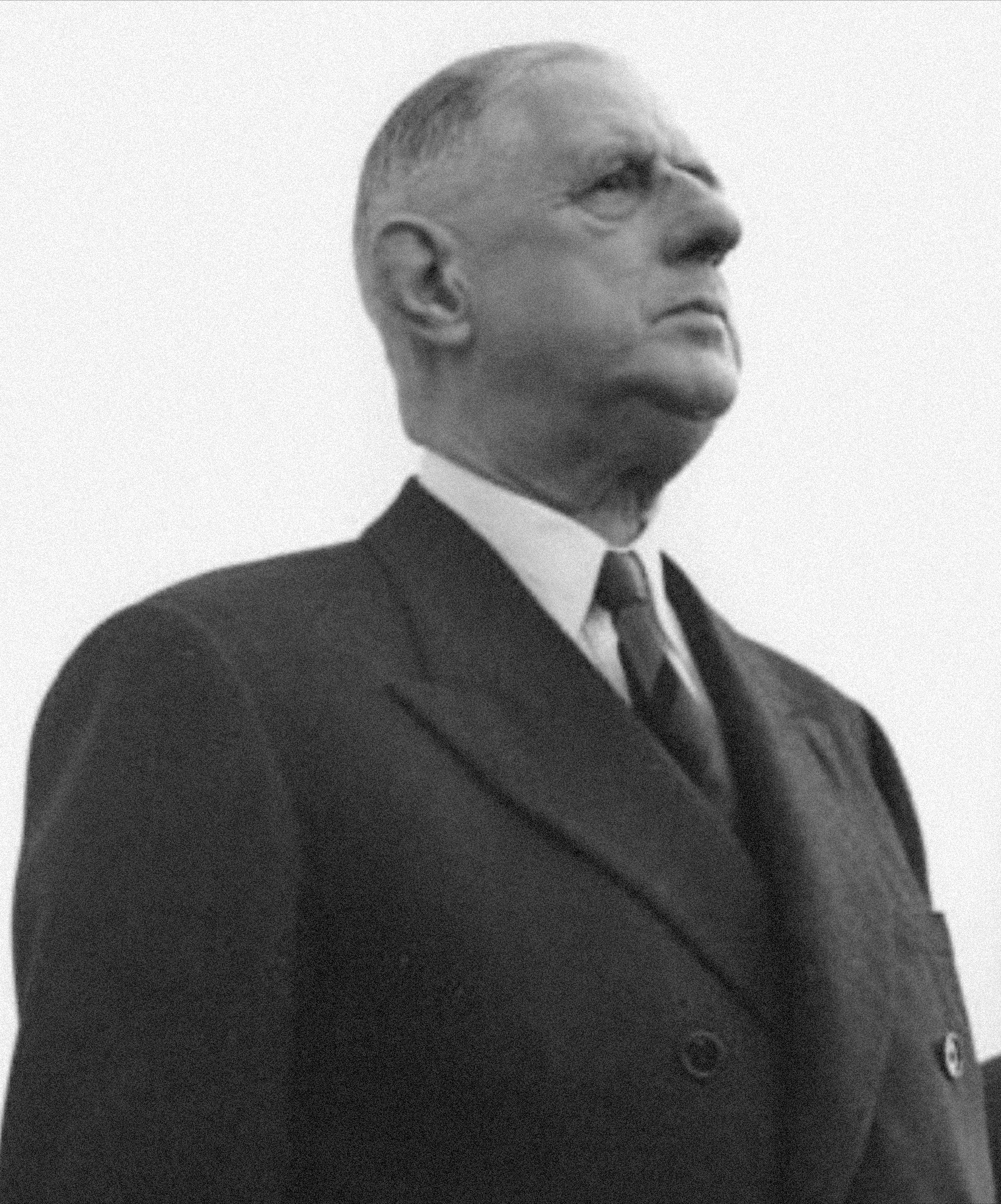
Il generale de Gaulle inaugura l'impianto nel 1959

Nel 1956, il CEA prende la decisione di decentralizzare la raffinazione dell'uranio. Georges Guille (SFIO), allora Segretario di Stato per i rapporti con le Assemblee e l'energia atomica del governo Guy Mollet, negozia l'installazione di un impianto sul sito di Malvesi. La produzione dell'impianto di Bouchet è quindi limitata a 500 tonnellate all'anno, mentre quella di Malvési è inizialmente prevista a 1.000 t/anno, con possibilità di estensione a 2.000 t. L'impianto atomico Malvési è costruito nel 1958 e inaugurato dal generale de Gaulle nel 1959.
Per gestire l'impianto di Malvézi, la CEA fonda la Societé de Raffinage dell'Uranium («Società di Raffinazione dell'Uranio», SRU), una filiale comune del CEA, della Compagnia Saint-Gobain e della Società delle Potasse e dei Fertilizzanti Chimici (Societé de Potasses et des Engrais Chimiques, PEC).

### 1959: avvio della produzione
Nel 1959, l'impianto avvia la produzione di uranio metallico (sotto forma di lingotti di uranio non arricchito) utilizzato dai reattori della filiera uranio naturale grafite gas (UNGG). Le unità di produzione di uranio metallico di Malvési raggiungono un massimo di circa 1.800 t/anno nel 1965, anno di lancio del sito del cantiere dell'ultimo reattore della filiera francese UNGG, il reattore Bugey-1 della centrale nucleare di Bugey.
Poi la produzione di uranio metallico diminuisce a seguito dell'abbandono della filiera UNGG, a favore dei reattori ad acqua pressurizzata della Westinghouse Electric, che utilizzano uranio arricchito. Dal 1964, le attività della centrale nucleare di Malvési si sono riorientate sulla produzione di tetrafluoruro di uranio (UF4) che successivamente doveva essere convertito nell'impianto Comhurex di Pierrelatte, prima di essere arricchito nell'impianto militare di Pierrelatte, per la produzione di combustibile destinato alla fabbricazione delle bombe atomiche in Francia.

### 1971: creazione della Comurhex
Nel 1971, la SRU si fonde con la Société des Usines Chimiques de Pierrelatte («Società degli Impianti Chimici di Pierrelatte») per dare vita alla società Comurhex (per COnversion Métal URanium HEXafluorure, ossia «Conversione Metallo Uranio Esafluoruro»), divenuta nel 1992 una società controllata al 100% dalla Cogema ridenominata Areva NC, e divenuta infine Orano nel 2018. La produzione è aumentata notevolmente negli anni '70, raggiungendo tra le 8.000 e le 11.000 tonnellate durante gli anni '80.
Dal 1960 al 1983 l'impianto di Malvési converte non solo yellowcake proveniente dalle miniere di uranio, ma anche uranio di ritrattamento (URT) proveniente dal trattamento di combustibili nucleari irradiati dal sito nucleare di Marcoule (Gard). L'impianto tratta in particolare nitrato di uranile estratto dalle barre irradiate nei reattori G1, G2 e G3. I rifiuti prodotti in questa epoca, contenenti in particolare plutonio, americio-241 e tecnezio-99, sono stati allora immagazzinati nei bacini sullo stesso sito dell'impianto ed erano ancora al loro posto nel 2009, ossia quarant'anni dopo.
Nel 1975, sono scavati nel blocco di sterili dell'antica miniera di zolfo i bacini di decantazione B3, B5 e B6.

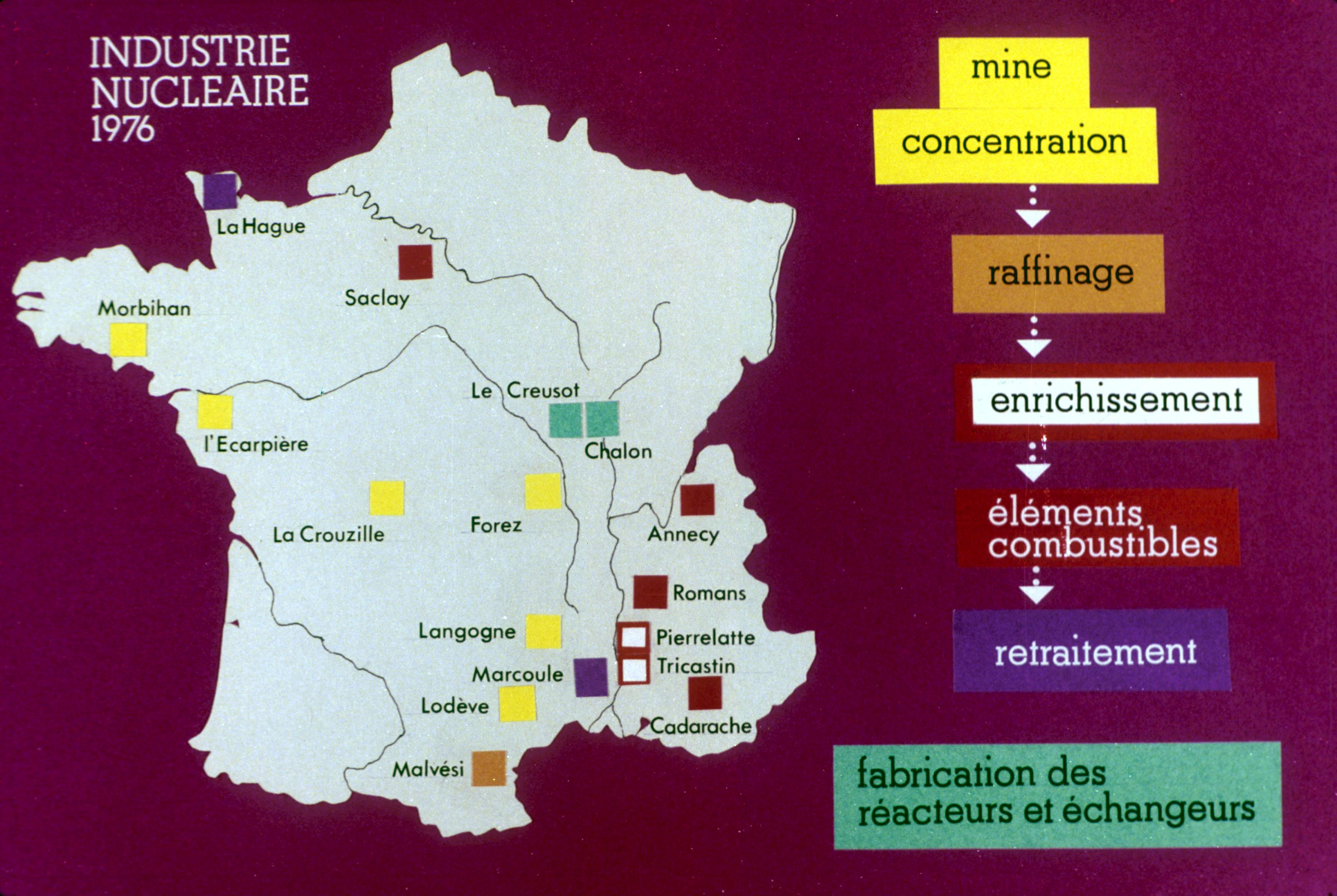
Mappa della Francia dell'industria nucleare nel 1976

Nel 1976, le miniere di uranio francesi, gestite dal CEA sin dalla Seconda guerra mondiale, furono cedute alla Compagnie générale des matières atomiques («Compagnia generale dei materiali atomici»).

### Anni '80 e '90: aumento di potenza dell'impianto
A partire dal 1980, nuovi bacini di evaporazione (B7, B8 e B9) sono stati scavati sotto il blocco di sterili della miniera di zolfo.
Ricerche sull'uranio condotte dalla Cogema nel Minervois sono state interrotte a Laure-Minervois nel 1981, sotto la pressione della popolazione.
Nel 1984 il Consiglio generale dell'Aude si oppone al progetto di miniera di uranio nel Lauragais chiamato «concessione di Tréville».
Un nuovo progetto di miniera di uranio nel Minervois è poi presentato da Cogema nel corso di un'inchiesta pubblica nel 1987.
Il 20 dicembre 1987, il giornale locale L'Indépendant pubblica un articolo su un incontro con un gruppo di extraterrestri vicino all'ingresso dell'impianto di Malvési. A seguito di questo articolo, la gendarmeria nazionale francese svolge un'indagine e va sul posto accompagnata dal testimone, senza scoprire alcuna prova materiale di questo incontro. Il GEIPAN classifica questo fenomeno come non identificabile per mancanza di dati precisi.
La produzione annua massima di 14.000 tonnellate è quasi totalmente raggiunta nel 1997. Nel 1999 viene effettuata la deviazione delle acque dell'Oeillal e del drenaggio delle vasche di decantazione.
Nell'ottobre del 1999, la direzione preannuncia la soppressione di 63 posti di lavoro sui 285 dipendenti Comhurex dell'impianto di Malvési per ridurre i costi di produzione.
Il 10 dicembre 1999, COGEMA abbandona il suo progetto di miniera di uranio nel Minervois dopo 23 anni di opposizioni locali.

### Anni 2000

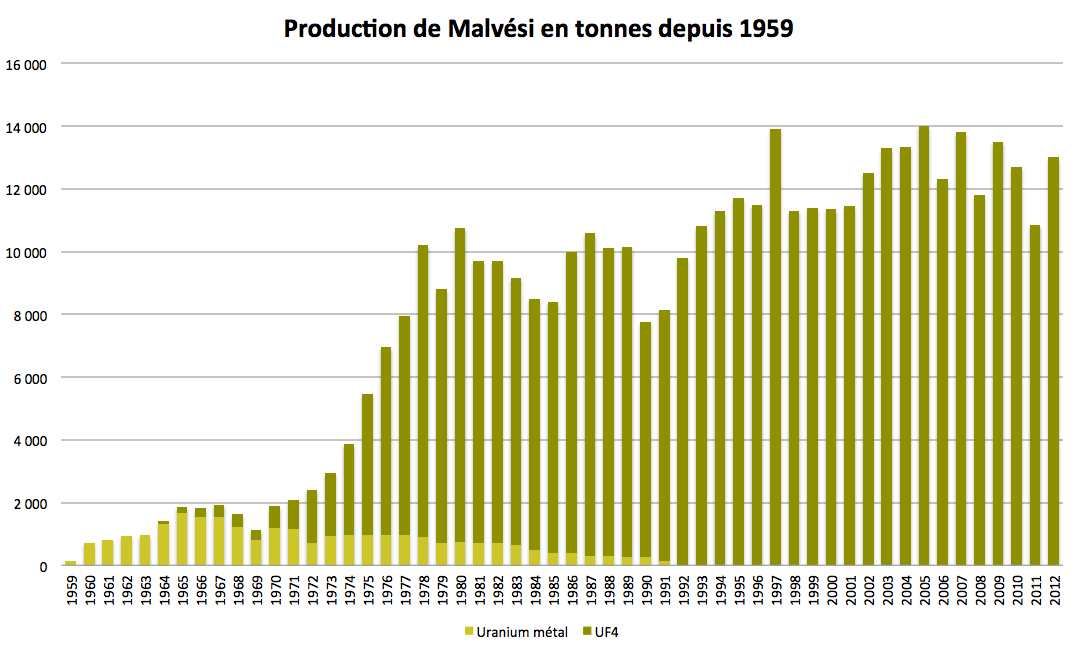
Produzione dell'impianto di Malvési nel periodo 1959-2012

Nel 2001, sono soppressi 63 posti di lavoro e la CGT denuncia il degrado delle condizioni di sicurezza dei dipendenti.
Nel 2003 viene messa in funzione una struttura di trattamento dei rifiuti gassosi di ammoniaca.
Nel 2004, a seguito di forti piogge, una diga del bacino B2 si rompe, causando lo sversamento di fanghi nitrati su dodici ettari, 15.000 m³ secondo La Dépêche, 30.000 m³ secondo l'associazione ambientalista locale ECCLA. La prefettura dell'Aude proibisce allora di utilizzare i bacini B1 e B2. A seguito della rottura di questa diga è scavato il bacino B10, e vari lavori di sviluppo dei bacini sono effettuati fino al 2006.
Nel luglio 2005 è stato creato un Comitato locale di informazione e consultazione (CLIC) nella zona industriale di Malvési. Da allora il CLIC si riunisce almeno una volta l'anno.
La produzione annua massima di 14.000 tonnellate viene nuovamente raggiunta nel 2005.
Alla fine del 2005-inizio 2006, 6 mesi di piogge eccezionali fanno traboccare le lagune di 30.000 m³ di effluenti nitrati che si diffondono sul sito.
Nel periodo dal 2006 al 2008 sono costruiti i bacini B11 e B12.
| Bacini | Costruzione | Capacità   | Uso (2015)       |
| ------ | ----------- | ---------- | ---------------- |
| B1-B2  | ?           | 291.700 m³ | Immagazzinamento |
| B3     | 1975        | 16.300 m³  | Decantazione     |
| B5     | 1975        | 33.300 m³  | Decantazione     |
| B6     | 1975        | 61.200 m³  | Decantazione     |
| B7     | >1980       | 54.825 m³  | Evaporazione     |
| B8     | >1980       | 70.380 m³  | Evaporazione     |
| B9     | >1980       | 74.725 m³  | Evaporazione     |
| B10    | 2004        | 121.440 m³ | Evaporazione     |
| B11    | 2006        | 70.000 m³  | Evaporazione     |
| B12    | 2008        | 51.000 m³  | Evaporazione     |

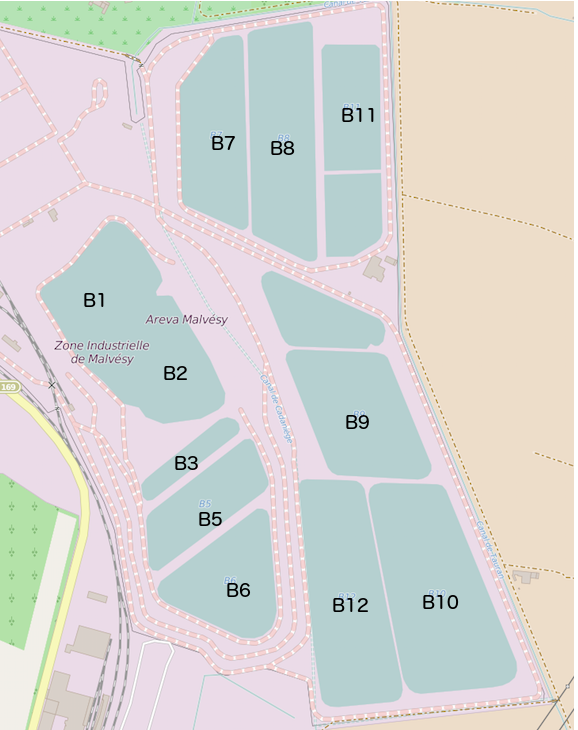
Mappa dei bacini dell'impianto di Malvési

Il consumo di acqua dell'impianto raggiunge nel 2005 130 metri cubi per tonnellata di uranio prodotta, ossia 1,82 milioni di metri cubi di acqua consumati durante l'anno.
Nel mese di agosto 2007, la messa in funzione di un nuovo sistema di raffreddamento riduce il consumo di acqua a 100.000 m³ all'anno.

#### Crisi del nucleare
Nel novembre e dicembre 2011, Areva sospende per due mesi la produzione della Comhurex a Malvési, a causa di un calo degli ordini dopo il disastro di Fukushima. Secondo Luc Oursel, presidente di Areva, «non c'è disoccupazione tecnica, il personale prenderà ferie o seguirà attività di formazione». Il sindacato Force Ouvrière (FO) parla di un ulteriore arresto di quattro mesi nel 2012.
Nel 2012 il gruppo Areva importa circa 10.000 tonnellate di uranio, il 37% delle quali proviene dal Niger.

#### Installazione nucleare di base ECRIN

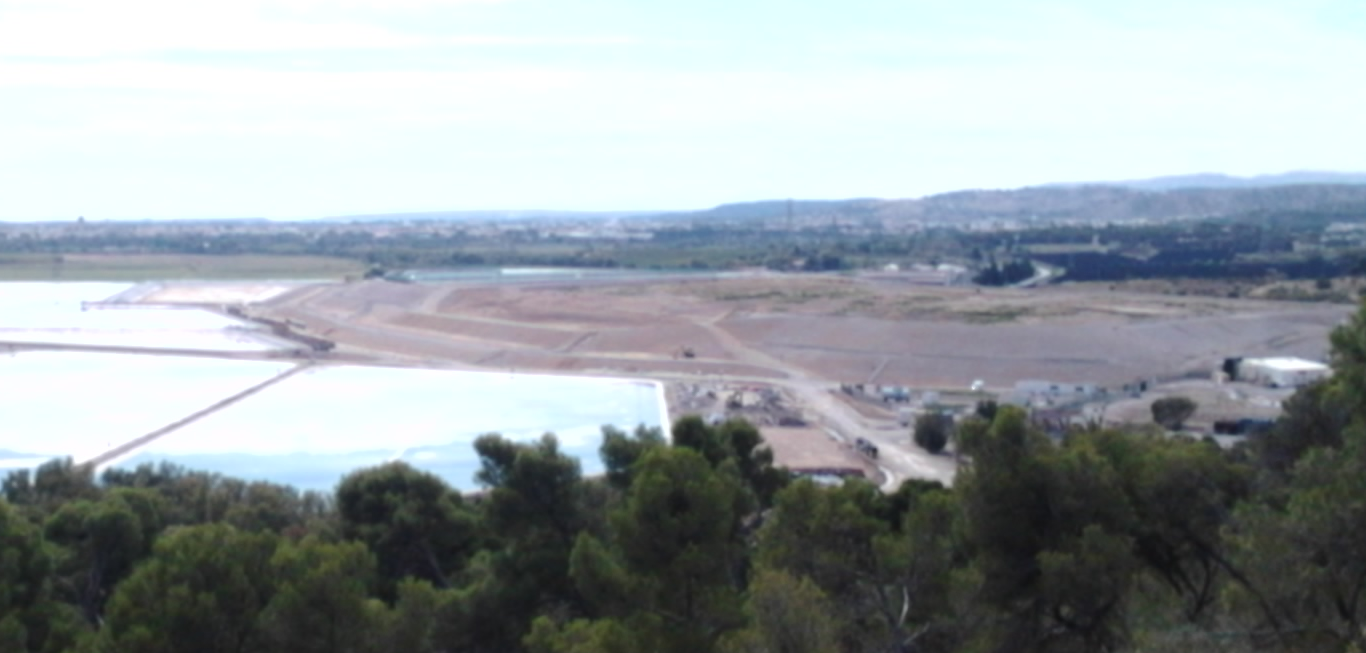
Tumulo di rifiuti dei vecchi bacini B1 e B2 che costituiscono l'INB ECRIN

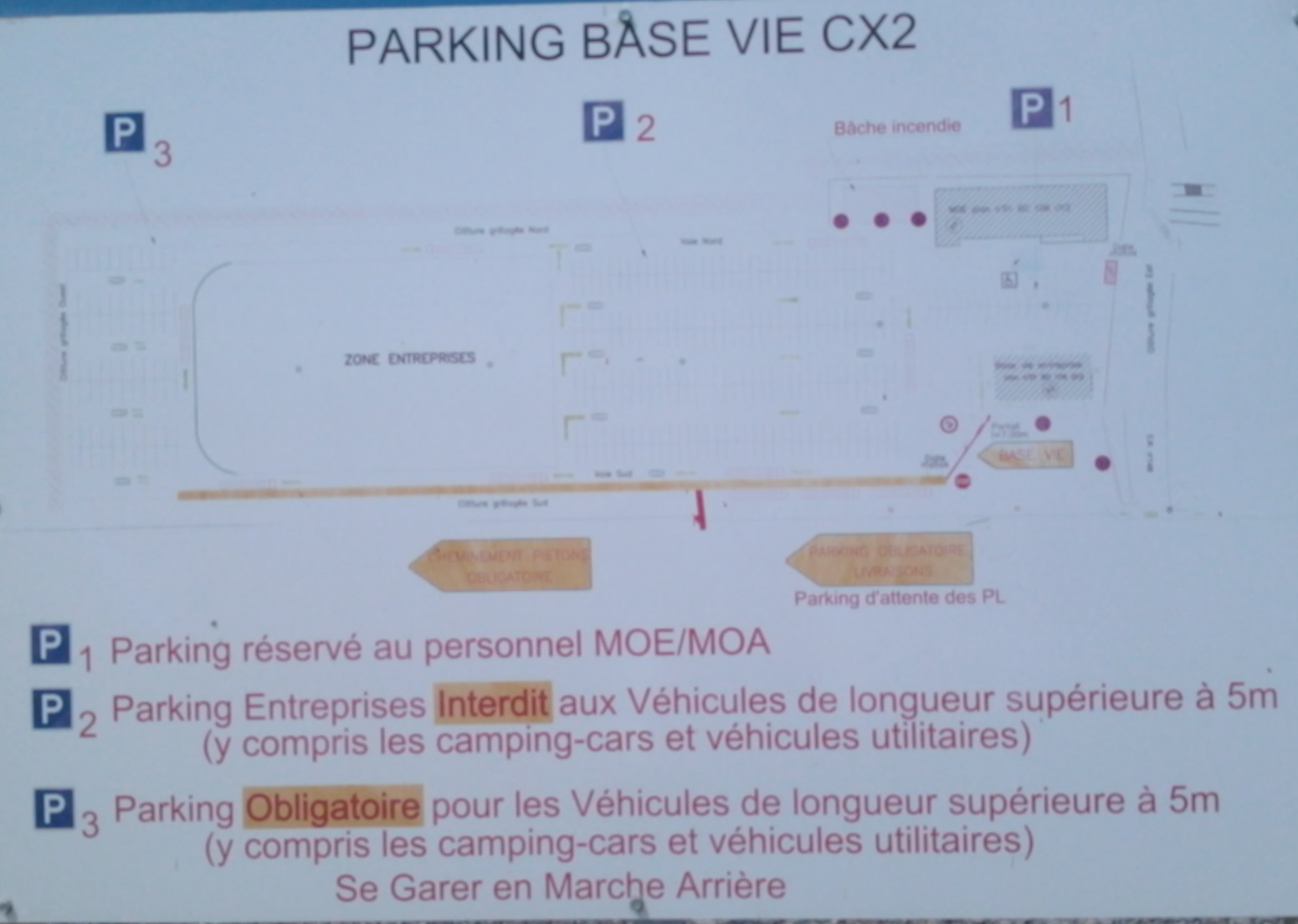
Pianta del campo base costruito nel 2008 all'avvio del progetto Comurhex II

La CRIIRAD analizza nel 2006 il contenuto dei fanghi diffusi nell'ambiente dalla rottura della diga del bacino B2, avvenuta nel 2004, e constata la presenza di tracce di americio, ad un livello di 670 Bq kg−1. Questo isotopo artificiale è un discendente del plutonio, risultante dalla conversione nel passato dell'impianto di lotti di uranio di ritrattamento (dal 1960 al 1983). La CRIIRAD non rileva plutonio, ma ne suppone l'esistenza, perché l'americio è un discendente del plutonio 241 nella sua catena di decadimento.
Questa marcatura non presenta alcun pericolo particolare in termini di radioprotezione. Un grammo di americio 241 (l'unico isotopo prodotto in un reattore nucleare) presenta da solo una radioattività di 127 × 1012 Bq kg−1. Le tracce rilevate corrispondono quindi a una marcatura di 5,3 × 10−12, vale a dire, parti per milione di parti per milione. La dose efficace impegnata dell'americio (in Sievert per Becquerel) è 2,0 × 10−7 Sv Bq−1. In altre parole, per le concentrazioni registrate, i fanghi determinano un'irradiazione da parte dell'americio di 0,134 mSv kg−1: se ne dovrebbero inghiottire 7,46 kg nell'anno (20 g giorno−1) per superare il limite regolamentare di 1 mSv/anno.
Ma questa marcatura, che indica il passaggio dell'uranio di ritrattamento, implica che l'impianto non si è limitato a «mettere in opera sostanze radioattive esclusivamente sotto forma di minerale di uranio o di residui o di prodotti di trattamento di questo minerale». L'impianto in passato ha messo in opera anche questi radionuclidi artificiali, che si trovano ancora nei bacini. Di conseguenza, tale deposito non rientra nell'eccezione posta dal decreto n. 2007-830 e dal punto di vista regolamentare può essere effettuato soltanto in un impianto nucleare di base. Nel gennaio 2010, l'Autorità per la sicurezza nucleare ritiene che i due bacini in cui rimangono tracce di americio costituiscano dal punto di vista regolamentare un deposito di materiali nucleari e rientrino nel regime giuridico degli impianti nucleari di base (INB). Per l'ASN, tuttavia, i problemi di sicurezza rimangono limitati, con un basso rischio per la salute legato alla dispersione dei radionuclidi, e il sito è ben monitorato per la marcatura ambientale. Dal 21 novembre al 30 dicembre 2013, la prefettura dell'Aude ha aperto un'inchiesta pubblica per la creazione dell'INB ECRIN (Entreposage Confiné des Résidus Issus de la conversioN, «Deposito confinato di residui derivanti dalla conversione») per due bacini di Malvési. Il collettivo dell'Aude per l'uscita dal nucleare richiede quindi la classificazione dell'intero sito della Comurhex come installazione nucleare di base.
Nel gennaio 2013, considerando che questi bacini sono esistiti negli ultimi tre anni, senza le previste autorizzazioni, il Réseau Sortir du nucléaire ha presentato una denuncia, che è stato archiviato senza darvi seguito nel settembre 2014, essendo i fatti prescritti.

#### Integrazione dell'impianto in Areva NC

Logo di Areva

Nell'ottobre 2012, circa il 60% dei 250 dipendenti fanno sciopero per protestare contro le condizioni del progetto di integrazione dell'impianto in Areva NC. I sindacati iniziano poi una lunga trattativa sulla previdenza complementare, la remunerazione dell'anzianità e il congedo di fine carriera.
Nel gennaio 2013, il direttore del sito Jean-Marc Ligney annuncia che l'impianto diventerà «Areva NC Malvési». Nel settembre del 2013, Jean-Marc Ligney viene sostituito da Eric Delaunay alla direzione del sito. Il 25 febbraio 2014, la società Comurhex è cancellata, e il sito è rinominato «Areva Malvési» come parte della fusione di Comurhex all'interno della società madre Areva NC.
Nel 2018, dopo la ristrutturazione della filiera nucleare francese, il sito diventa "«Orano Malvési».

## Situazione globale dell'impianto
Lo stabilimento di Orano Malvési è una delle principali raffinerie di uranio al mondo. Associato all'impianto Comurhex di Pierrelatte, questi due impianti convertono circa un quinto della capacità mondiale di uranio in UF6. Nel 2012, il parco dei 58 reattori nucleari francesi richiedeva circa 8.000 tonnellate di uranio naturale all'anno, mentre la totalità dei reattori europei dell'OCSE richiedeva circa 17.000 tonnellate.

### Altri impianti simili nel mondo

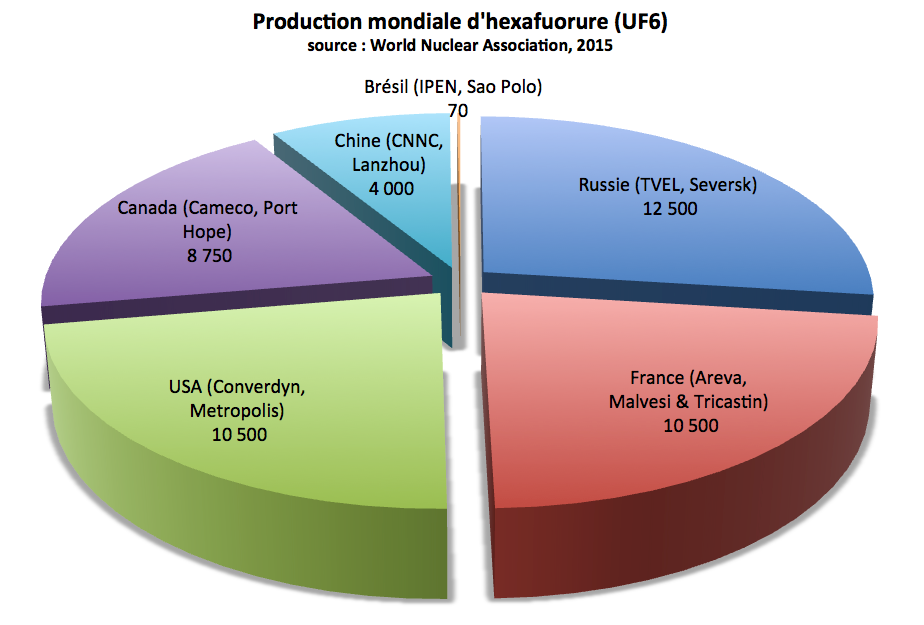
Malvési tratta circa il 23% dell'uranio naturale del mondo (2015)

Oltre a Malvési, ci sono cinque grandi impianti di conversione dei concentrati di minerale di uranio nel mondo:
- in Russia, la città atomica di Angarsk nella Siberia sud-orientale[54], così come il complesso nucleare di Seversk nella Siberia occidentale, possono convertire 25.000 t/a;
- negli Stati Uniti, l'impianto di trasformazione dell'uranio Honeywell di Metropolis (Illinois), può raffinare fino a 15.000 t/a;
- in Canada, associato alla raffineria di uranio di Blind River nella provincia dell'Ontario, l'impianto Cameco con sede a Port Hope converte fino a 12.500 t di UF6 e 2.800 t di UO2[55]
- nel Regno Unito, l'impianto Springfields della società Springfields Fuels Limited possedeva una capacità di 6.000 t/anno. Ora è chiuso.
- in Cina, lo stabilimento della China National Nuclear Corporation (CNNC) converte circa 3.000 t/anno a Lanzhou;
- in Brasile, l'Istituto per la ricerca energetica e il nucleare converte circa 70 t/anno a San Paolo.

Dal 2007, un progetto è in corso in Kazakistan: la società canadese Cameco collabora con la società kazaka Kazatomprom per costruire un impianto di conversione sul sito dell'impianto metallurgico di Ulba ad Öskemen nella regione del Kazakistan Orientale. Canada e Kazakistan vogliono investire 200 milioni di dollari in questo impianto di conversione, con una capacità prevista di 6.000 tonnellate di uranio all'anno.
Altri complessi nucleari raffinano e convertono meno dell'1% dei concentrati di uranio a livello mondiale, in particolare Tokai-mura (Giappone), Dimona (Israele), Dera Ghazi (Pakistan), Hyderabad (India), Isfahan (Iran), Pilcaniyeu (Argentina), Pelindaba (Sudafrica), ecc..

### Origine dei concentrati di uranio

L'uranio arriva a volte attraverso il porto di Le Havre o da altri porti europei, quindi viene trasportato in treno a Malveési

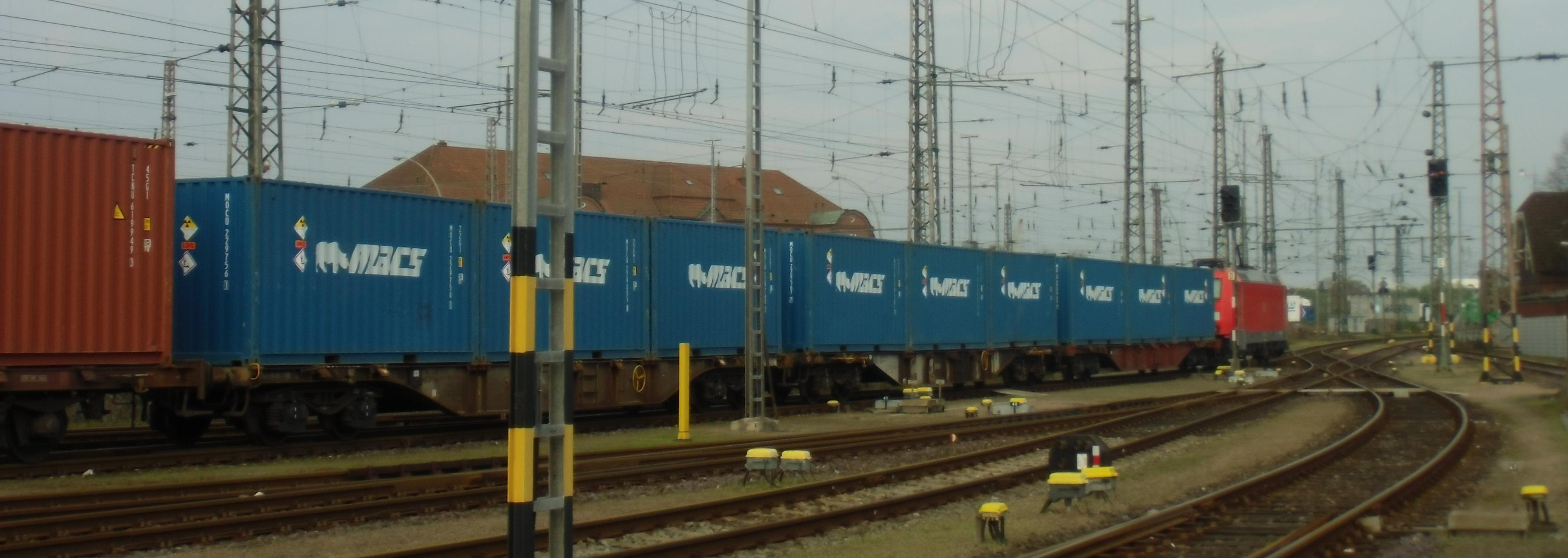
Convoglio di minerale grezzo di uranio proveniente dalla Germania e destinato all'impianto di Malvési

Nel ciclo del combustibile nucleare, la raffinazione dell'uranio segue l'estrazione del minerale dalle miniere. L'estrazione dell'uranio naturale permette infatti di ottenere le risorse fissili necessarie alla fabbricazione del combustibile. Questa è realizzata in due tappe. Il minerale grezzo, il cui tenore è di 1 a 2 kg di uranio per tonnellata, è estratto da una miniera sotterranea o a cielo aperto. Esso è in seguito concentrato per attacco ed estrazione chimica per formare lo yellowcake (letteralmente «torta gialla»), una pasta gialla il cui tenore è di circa 750 kg di U/t.
Lo yellowcake risponde a obiettivi di facilità di trasporto (concentrazione). L'uranio vi è concentrato sotto forma di octaossido di triuranio U3O8. Ciononostante, le tecnologie di arricchimento dell'uranio attualmente messe in opera necessitano la conversione preliminare dell'U3O8 in esafluoruro di uranio UF6.
La conversione avviene in due fasi. La raffinazione per dissoluzione ed estrazione permette di ottenere un nitrato di uranile UO2(NO3)2 di grande purezza (> 99,95 %). La conversione in sé mette in opera una serie di procedimenti chimici (precipitazione, calcinazione, riduzione, fluorurazione e ossidazione) per ottenere l'esafluoruro di uranio.

#### Estrazione mineraria dell'uranio in Francia
Nel 1988, la produzione di uranio nelle miniere francesi raggiunge un picco di 3.400 tonnellate, il che permette allora alla Francia di coprire metà dei bisogni dei reattori nucleari francesi. Le miniere francesi sono gestite da divisioni della Compagnié générale des matières atomiques (COGEMA), in particolare dalla Divisione mineraria della Vandea. A partire dal 1989, molte miniere sono chiuse. A causa del declino delle miniere, il numero degli occupati nel settore passa da circa 2.900 nel 1989 a 1.400 alla fine del 1992.

#### Importazione dell'uranio dall'estero
Dalla chiusura dell'ultima miniera di uranio francese nel 2001, i concentrati di minerali di uranio (yellowcake) provengono esclusivamente dalle miniere estere di Orano, situate principalmente nei seguenti paesi: Niger, Canada e Kazakistan. Forniti dalla filiale Orano Mining, vengono instradati secondo la loro origine:
- Niger (Aïr e Akouta): i concentrati partono da Arlit per camion sotto scorta fino a Parakou (Benin), poi sono caricati su vagoni ferroviari che percorrono ancora 400 km fino al porto di Cotonou (Benin)[60], quindi per nave fino al porto di Le Havre, di Montoire vicino a Nantes[61], di Fos, di Sète o di Port-la-Nouvelle e infine in treno fino a Malvési.
- Kazakistan (Tortkuduk e Muyunkum) e Uzbekistan: in treno attraverso la Russia fino al porto di San Pietroburgo, dove prendono il canale di Kiel per nave fino al porto di Amburgo e vengono poi scaricati e trasportati per ferrovia a fino a Narbona[62].
- Canada (McArthur River e Cigar Lake): per nave attraverso il porto di Montréal[63].
- Namibia: dopo aver attraversato la Russia, scarico al porto di Amburgo per essere instradato su rotaia a Narbona.

#### Stoccaggio di uranio nel sito

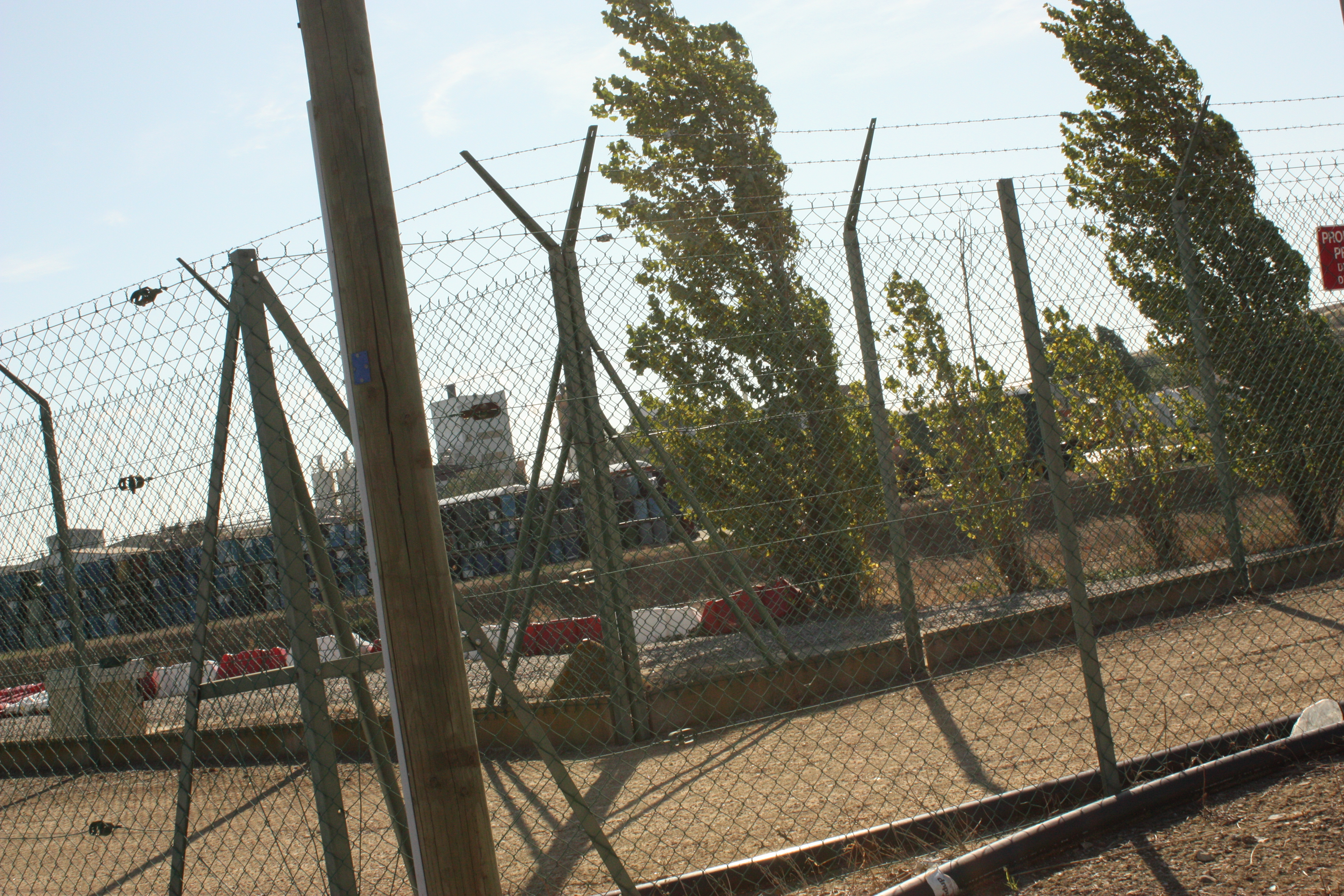
Fusti di uranio stoccati nella parte settentrionale dell'impianto di Malvési

Nella parte settentrionale del sito di Malvési si trova un'area di stoccaggio di concentrati di uranio (yellowcake) con una capacità di 25.000 t nel 1990, che può essere portata a 40.000 t.
Nel 2015, il sito di Malvési stoccava 20.000 tonnellate di concentrati di uranio, poi soltanto 8.000 nel 2017.

### Trasporto della produzione

Il tetrafluoruro di uranio (UF_{4}) prodotto a Malvési viene trasportato su camion nel sito nucleare di Tricastin

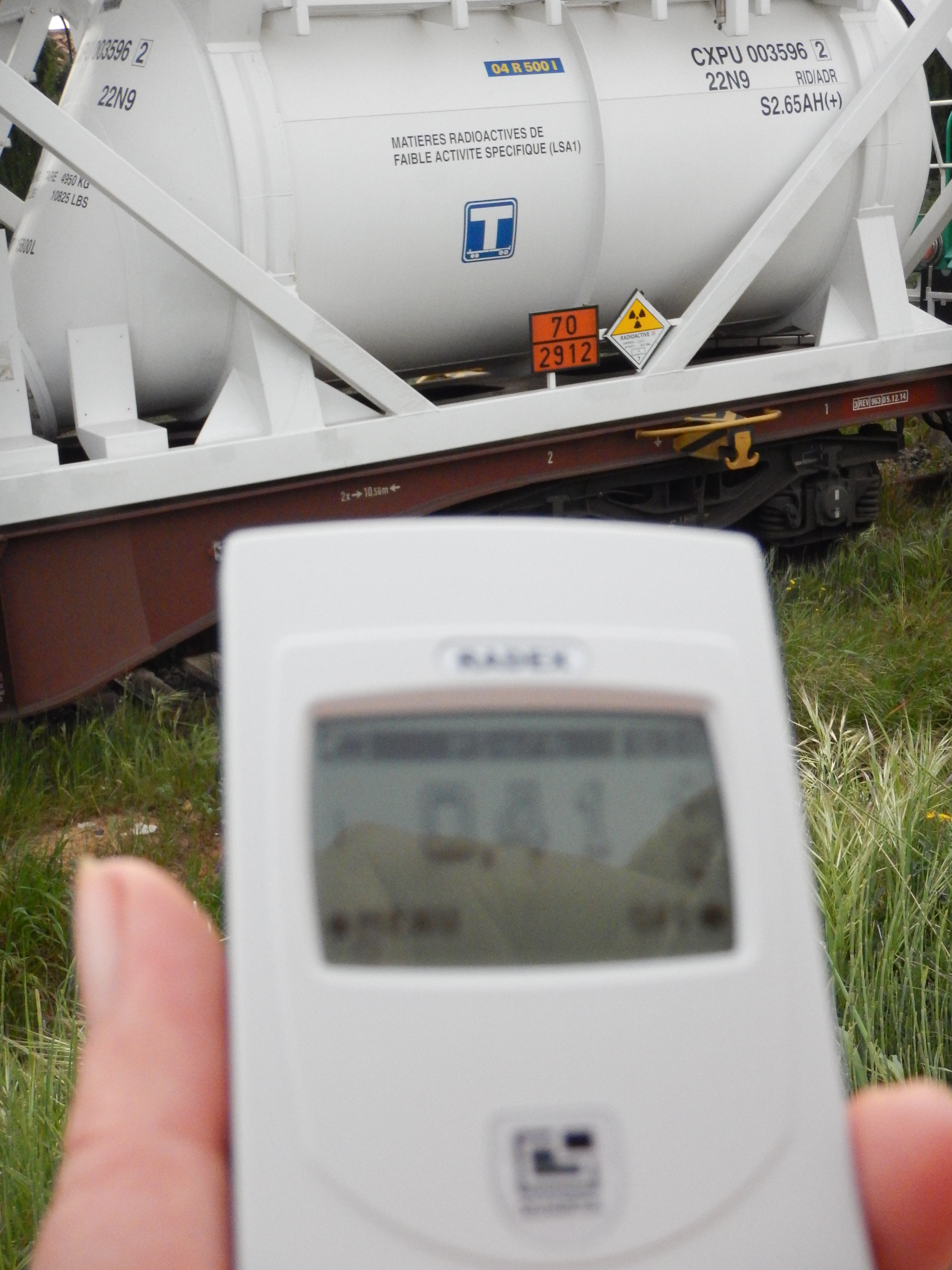
Misurazione della radioattività vicino a un treno di UF_{4} che esce da Malvési

Nel 2009 i principali clienti dell'impianto erano EDF (49%), Giappone (14%) e Stati Uniti (9%). All'indomani del disastro di Fukushima, l'impianto non vende più uranio in Giappone a causa della chiusura dei reattori nucleari. Secondo la CGT, nel 2015, l'uranio convertito che Areva vendeva ai giapponesi è venduto agli Stati Uniti.
Circa tre quarti della produzione vengono spediti all'impianto Comurhex di Pierrelatte, nella Drôme, essendo il resto esportato. Il tetrafluoruro di uranio (UF4) prodotto a Malvési viene quindi convertito nella forma gassosa di esafluoruro di uranio (UF6), quindi arricchito in uranio 235 nell'impianto Georges-Besse II.
Trasporto per camion
Fino al 2013, automezzi pesanti lasciavano quotidianamente l'impianto di Malvési, carichi di 60 t di tetrafluoruro di uranio (UF4) prima di partire per il sito nucleare di Tricastin prendendo l'autostrada Linguadociana e l'autostrada del Sole.
Trasporto per treno
Dal 2014, il tetrafluoruro di uranio prodotto a Malvési è spedito a Pierrelatte in treno. Nel 2017, un treno di 320 tonnellate di uranio era spedito ogni settimana.
Proteste per i trasporti di UF4

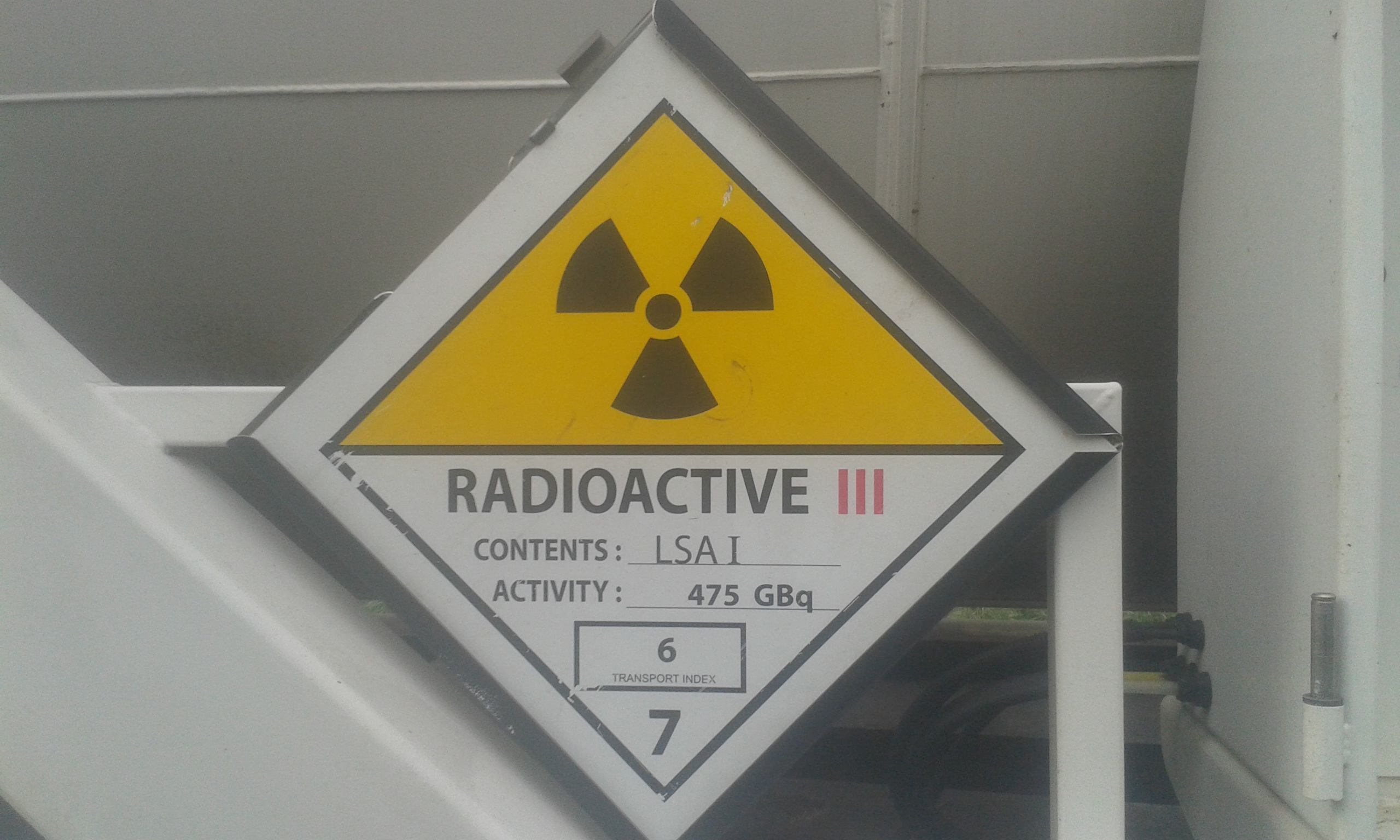
Pannello di segnalazione sulle parteti laterali di un vagone di uranio (UF_{4})

Il 12 settembre 2013, un camion carico di UF4 in uscita dall'impianto è bloccato da una cinquantina di militanti del collettivo "Stop Uranium" all'ingresso di una rotonda della tangenziale di Narbona. Un militante viene quindi arrestato per intralcio alla circolazione. Il 7 gennaio, 23 persone si sono presentate dinanzi al giudice di Narbona come comparenti volontari. Il 20 febbraio 2014, il tribunale di Narbona ha riconosciuto il militante colpevole di intralcio alla circolazione e gli ha ritirato 6 punti dalla patente, ma esonerato dalla pena, avendo il pubblico ministero riconosciuto la legittimità dell'azione militante.
A partire a questa azione di blocco di un camion da parte di militanti, i trasporti di UF4 provenienti dall'impianto non partono più in camion ma in treno, una volta alla settimana ogni sabato mattina.

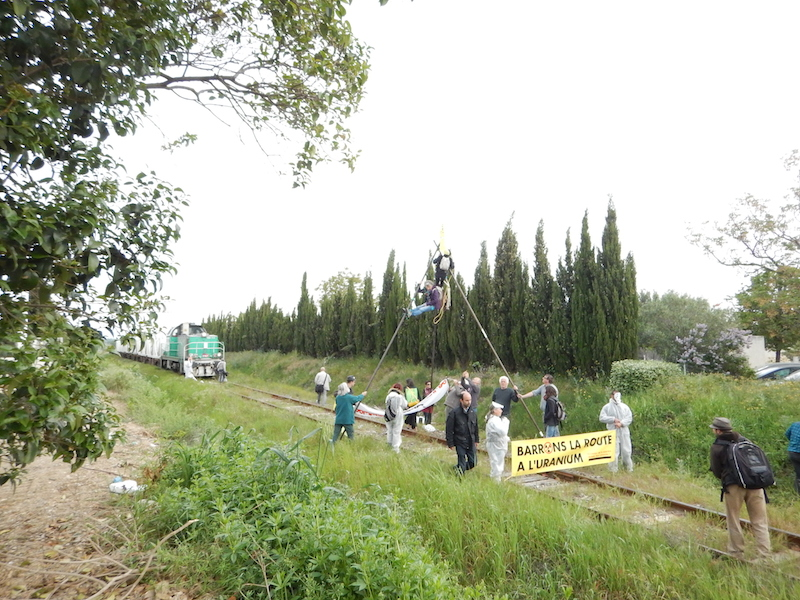
Una dozzina di militanti "Stop-Uranium" bloccano un treno

Sabato 15 aprile 2017, una cinquantina di militanti del collettivo "Stop Uranium" hanno bloccato un treno che usciva dall'impianto Areva Malvési vicino al cimitero dell'Ovest. Il treno è rimasto fermo per circa 2 ore, durante le quali due militanti si sono arrampicati su un tornello installato sopra i binari.

## Attività dell'impianto

### Trasformazioni chimiche

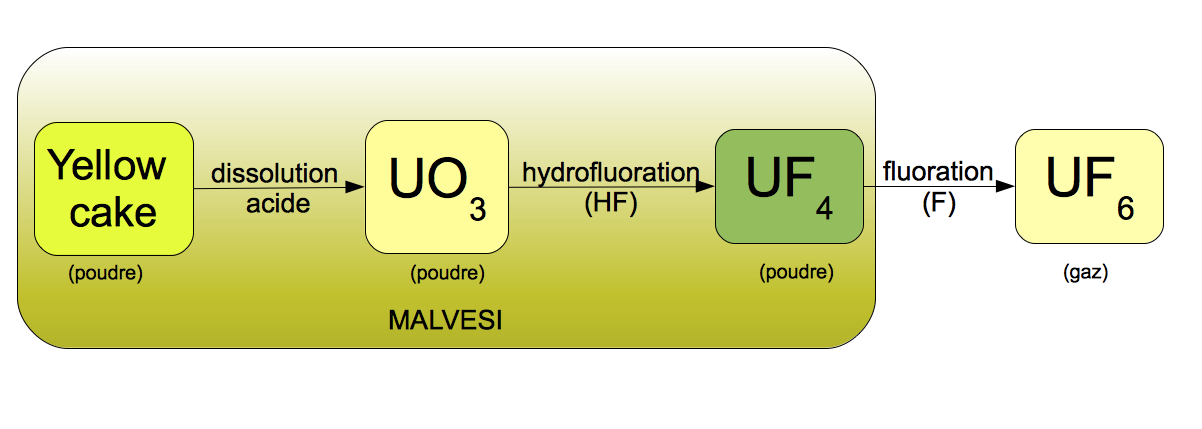
Le trasformazioni chimiche realizzate à Malvési

L'impianto purifica lo yellowcake, esegue quindi la fluorurazione dell'uranio in tetrafluoruro di uranio (UF4), mediante vari processi fisico-chimici che impiegano acido nitrico, ammoniaca (da 3 a 4.000 t/anno), idrogeno e acido fluoridrico (da 4.000 a 5.000 t/anno).
Le principali trasformazioni chimiche per la sintesi dell'UF4 sono raggruppate in due fasi: raffinazione (dissoluzione, purificazione, controlavaggio) e la conversione (precipitazione, denitrazione, riduzione, fluorurazione).

### Bacini di lagunaggio

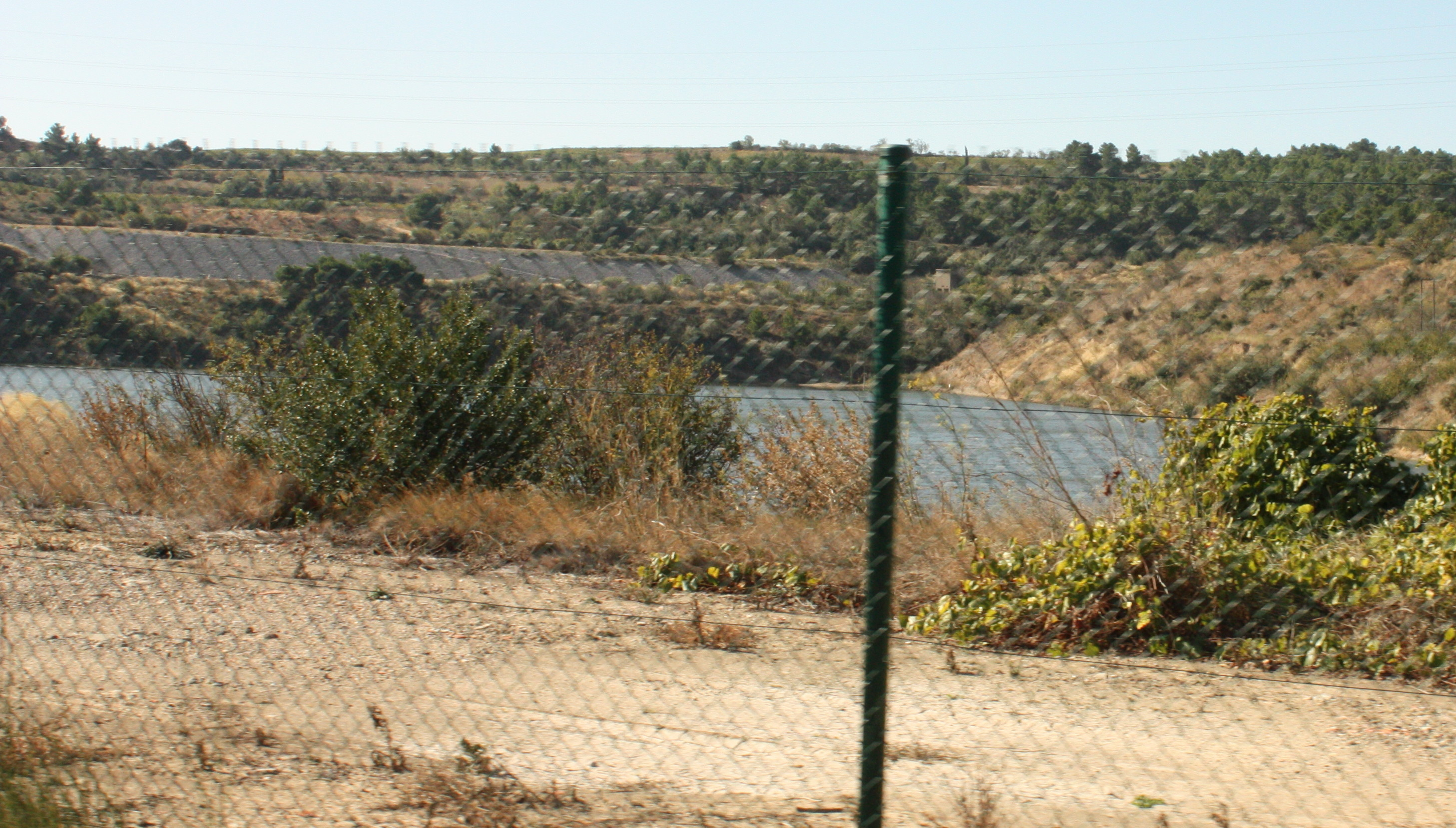
Uno dei bacini dell'impianto di Malvési - foto scattata dall'esterno del sito

Gli effluenti derivanti dal processo di purificazione vengono diretti al reparto di recupero, poi inviati ai bacini di lagunaggio. Il sito è dotato di 12 bacini di lagunaggio che occupano 18 ettari per la decantazione e l'evaporazione di 64.000 m3/anno di effluenti nitrati contenenti uranio naturale.
Questi bacini raccoglievano alla fine dell'anno 2010 i residui di conversione dell'uranio (RTCU) di 50 anni di produzione, ossia 1.000.000 di m3 di rifiuti contenenti 100 TBq di attività radioattiva.

#### Decantazione
Nei bacini di decantazione, gli elementi solidi di depositano sotto l'effetto della gravità e sono lasciati sul posto. Gli effluenti liquidi supernatanti vengono trasferiti per gravità negli bacini di evaporazione:
- i bacini B1 e B2 sono vecchi bacini di decantazione, inutilizzati dal divieto prefetturale in seguito all'incidente del 2004, e sottoposti dal 2009 al regime delle installazioni nucleari di base (INB). Essi costituiscono l'INB ECRIN (Entreposage Confiné de Résidus Issus de la ConversioN, «deposito confinato di residui derivati dalla conversione»)[77];
- i bacini B3, B5 e B6 sono bacini di decantazione in attività.

#### Evaporazione
Gli stagni di evaporazione funzionano come una salina, lasciando evaporare l'acqua naturalmente sotto l'azione del sole e vento;
- i bacini B7, B8, B9, B10, B11 e B12 sono bacini di evaporazione attivi.

### Stoccaggio dei residui radioattivi
Le acque reflue usate dai processi di raffinazione e conversione dei minerali di uranio sono immagazzinate in loco nei bacini a cielo aperto. Alla fine dell'anno 2010, il volume totale di residui radioattivi stoccati nel sito nei vari bacini raggiungeva un volume di quasi 1.000.000 m3.

#### INB ECRIN
I bacini B1 e B2 del sito sono stati denominati ECRIN che, già visto, sta per Entreposage Confiné de Résidus Issus de la ConversioN, «deposito confinato di residui derivati dalla conversione». Si tratta di un'installazione nucleare di base a causa dei rifiuti radioattivi contenuti in questi bacini. La rete «Sortir du nucléaire» rivendica la classificazione di tutto il sito di Malvési come installazione nucleare di base a causa del plutonio e altri materiali radioattivi presenti nel sito.

### Centrale solare

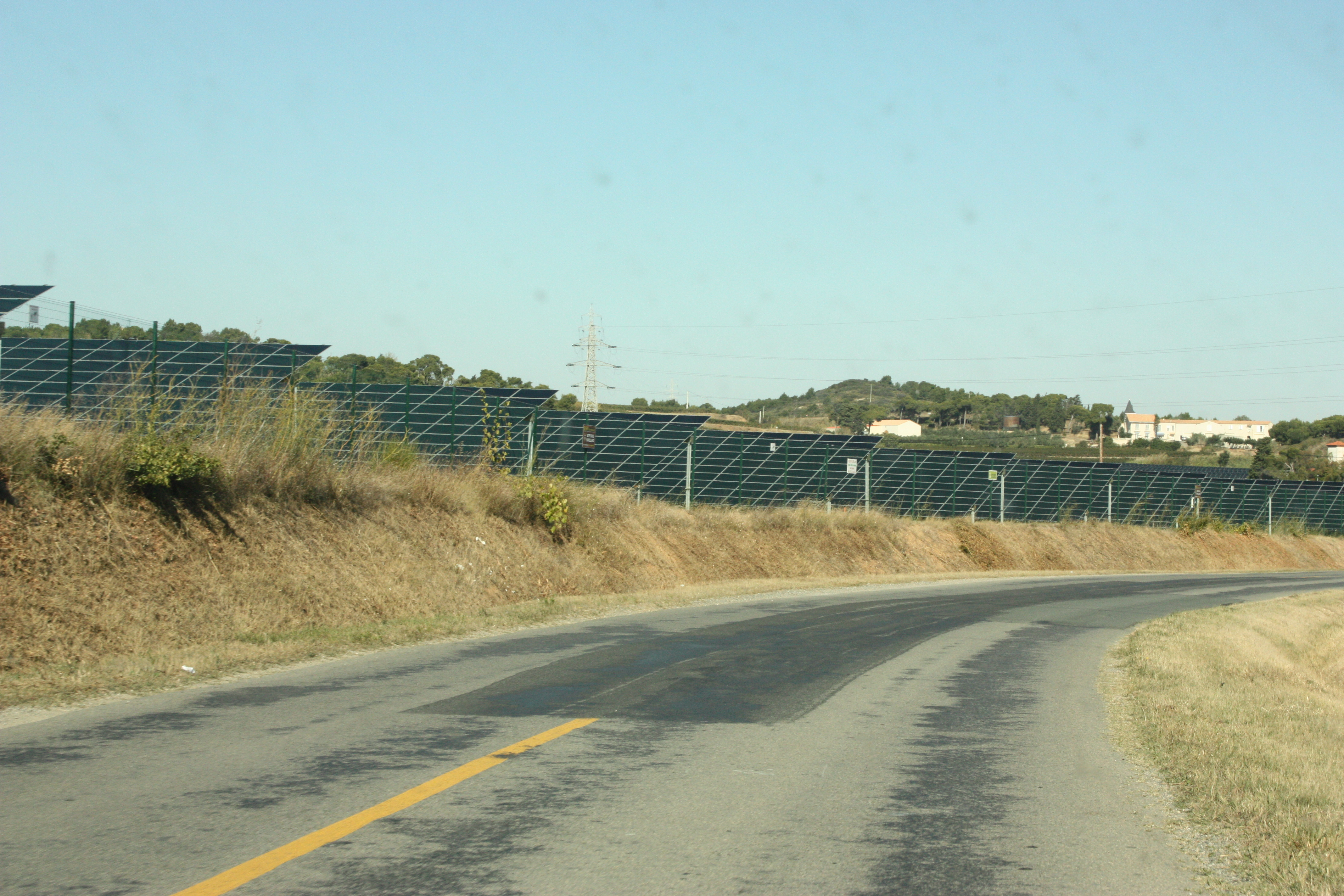
Foto della centrale solare della Narbonnaise

La comunità di agglomerati della Narbonnaise ha deciso di installare nella località Malvési «la più importante centrale di produzione di elettricità solare fotovoltaica della Francia, e la terza d'Europa». Il 5 settembre 2007, il sindaco di Narbona ha firmato con il presidente di EDF Energies Nouvelles France, una promessa di enfiteusi di venti anni su un terreno per 80.000 m2 di pannelli solari e una produzione di circa 10 MW, ossia l'equivalente del consumo degli edifici pubblici nella città.
Il parco solare è costruito da Belectric su un ex sito inquinato inutilizzabile. Nel dicembre 2008, EDF inaugura il suo più grande centrale solare a Malvési.

## Sicurezza

### Norme di qualità
Il sito Orano Malvési è il primo sito industriale francese ad essere certificato ISO 50001 in seguito a una revisione dell'AFNOR alla fine di ottobre 2012. Questa certificazione, che si aggiunge alla tri-certificazione ISO 9001 dei sistemi di gestione della qualità, ISO 14001 dei sistemi di gestione ambientale e OHSAS 18001 dei sistemi di gestione della sicurezza, consentirà al sito di aggiornare i certificati di risparmio energetico.

### Rischio industriale

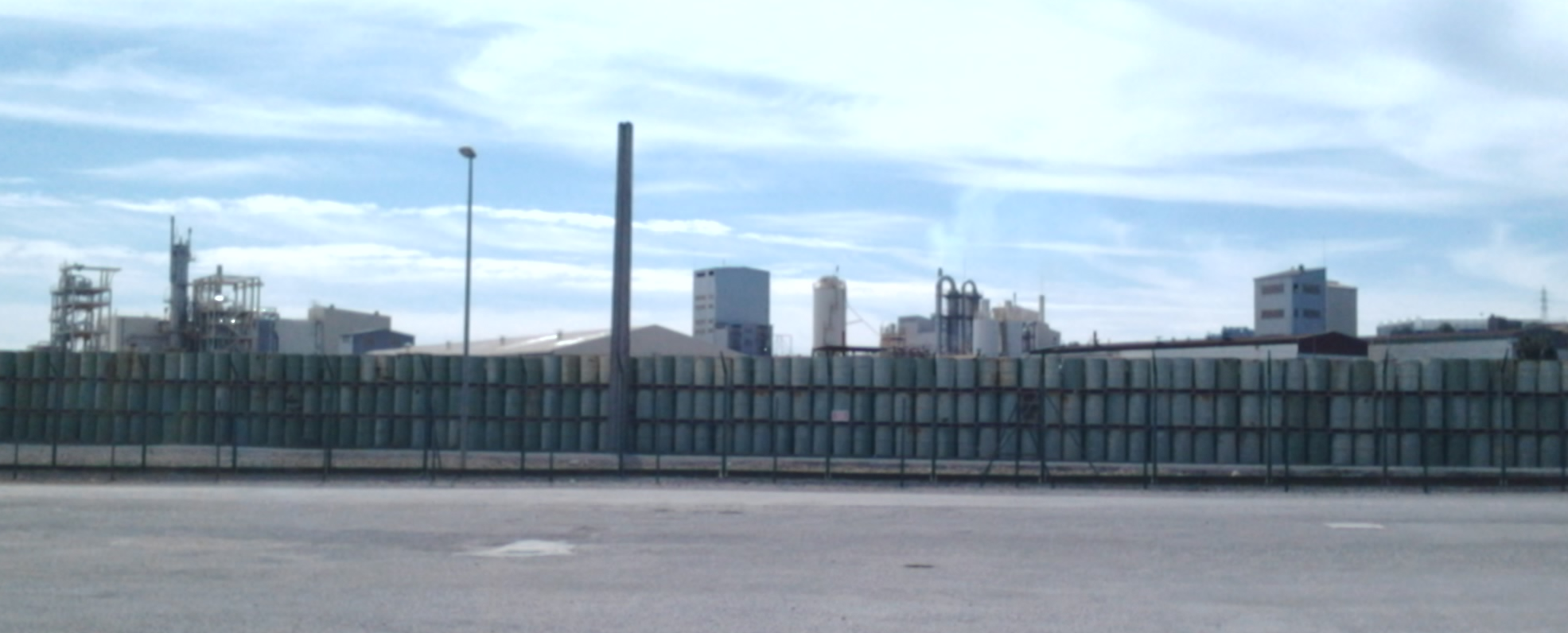
Impianto di Malvési dietro la barriera dei fusti

Malvési è un'installazione classificata per la protezione dell'ambiente (ICPE) soggetta alla direttiva Seveso 2 sul «controllo dei pericoli di incidenti rilevanti connessi con determinate sostanze pericolose». Da gennaio 2010, l'impianto è in parte classificato anche installazione nucleare di base (INB), poiché l'Autorità di sicurezza nucleare (ASN) ha richiesto la classificazione INB di una parte dei bacini.
I comuni di Narbona e di Moussan sono classificati con un rischio tecnologico industriale di «soglia alta».
Il 15 ottobre 2011, in occasione della giornata nazionale di mobilitazione per l'uscita dal nucleare, una delegazione si è recata a Malvési. Essa era composta da cittadini e rappresentanti di gruppi e associazioni come i Faucheurs volontiers d'OGM, la Réseau Sortir du nucléaire, i verdi, Greenpeace e la Confédération Paysanne. Essi hanno ricordato che questo sito rappresenta un obiettivo prioritario in caso di guerra o conflitto.

### Materiali e rifiuti radioattivi

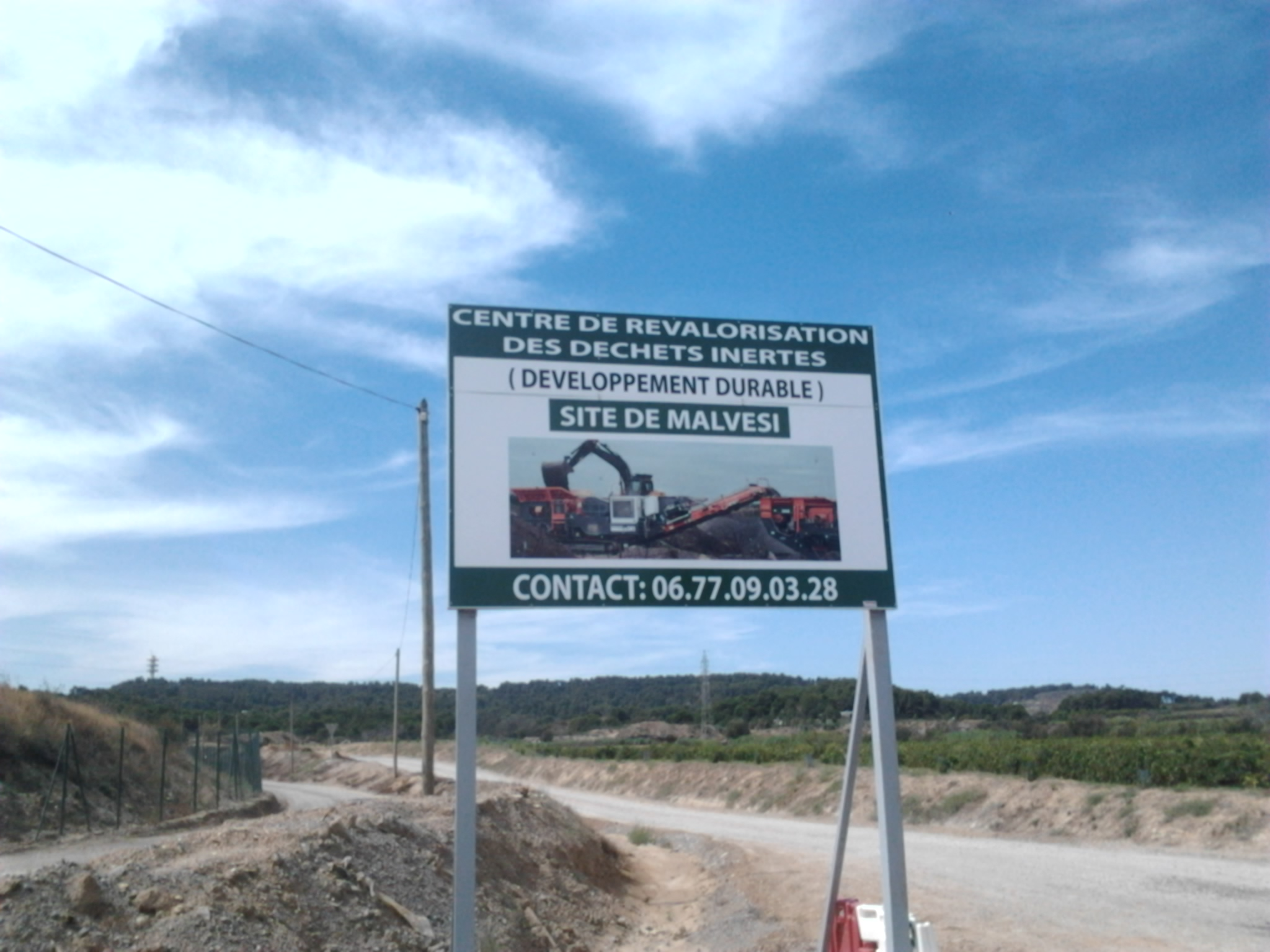
Segnale stradale di Malvési

Al 31 dicembre 2010, secondo l'inventario dell'ANDRA, circa 16.000 t di uranio naturale erano depositate nei siti di Malvési (11) e di Pierrelatte (26). I rifiuti radioattivi presenti nei bacini, designati dall'ANDRA con la sigla RTCU per Résidus de traitement de conversion de l'uranium («Residui di trattamento di conversione dell'uranio»), occupavano un volume totale di circa 600.000 m3 alla fine del 2010. Nel 2010, l'inventario comprendeva:
- 300.000 m3 di fanghi radioattivi nei bacini di decantazione da B1 a B6;
- 321.000 m3 di soluzioni nitrate radioattive in bacini di evaporazione da B7 a B12;

ai quali potrebbero aggiungersi da 200.000 a 300.000 m3 di sterili minerari e fanghi contaminati dalle infiltrazione dei bacini non rivestiti di membrana all'origine.
I rifiuti nucleari a bassissima attività rappresentano nel 2010 un totale di circa 7.000 t di rottami metallici, fusti, rivestiti, ecc., stoccati nell'impianto in attesa di trattamento o di spedizione.
I rifiuti dell'installazione nucleare di Malvési avrebbero dovuto essere oggetto (tra il 2013 e il 2016) di uno studio delle condizioni della gestione dei rifiuti (con l'ANDRA per quanto concerne il loro stoccaggio), studiando possibili sinergie trattamento ottimizzato con alcuni rifiuti uraniferi o toriferi. Secondo il progetto di decreto (2013) - soggetto a modifica - Areva e ANDRA avrebbero dovuto presentare proposte prima del 30 settembre 2014 ai ministri responsabili per l'energia e la sicurezza nucleare, prima del parere dell'ASN.
Nel gennaio 2014, la CRIIRAD esegue misurazioni che evidenziano l'alto livello di irradiazione ai confini del sito di Malvési.

### Inconvenienti e incidenti

#### 1974: perdita di uranio sulle ferrovie
Il 3 dicembre 1974, si verifica una collisione tra due container posti su una piattaforma che lasciava la stazione di Narbona in direzione di Malvési. Polvere di uranato di magnesio si è sparsa su quasi 4 chilometri di ferrovia. Una squadra di specialisti di Marcoule ha ispezionato la linea per 24 ore

#### 1979: esplosione
Nel febbraio 1979 si verifica una forte esplosione nell'edificio di fluorurazione, ma non viene rilevata alcuna dispersione di prodotti radioattivi, solo vapori di acido.

#### 2001: deragliamento nella stazione di Narbona
Il 10 marzo 2001, un incidente causa il deragliamento di tre vagoni, ossia più di 100 t di acido fluoridrico nella stazione di Narbona, per il crollo della ferrovia. Due vagoni hanno potuto essere ritirati il 3 aprile; l'ultimo è stato ritirato solo il 29 aprile dopo un'operazione piuttosto delicata che richiedeva l'evacuazione parziale della popolazione.

#### 2004: rottura di una diga del bacino B2
Il 20 marzo 2004, una diga del bacino di lagunaggio B2 si è rotta rilasciando 30.000 m3 di fanghi contenenti uranio, radio e varie prodotti chimici. Il 22 marzo, l'operatore inizia la costruzione di un merlo per trattenere i fanghi. I fanghi sono stati fermati nel terreno di Comurhex e non hanno raggiunto il canale del Tauran. Tre giorni dopo la rottura della diga, l'uso dei bacini B1 e B2 per la decantazione degli effluenti liquidi è vietato per ordinanza prefettizia. L'impianto è stato fermato per 12 giorni.
Nei fanghi rilasciati, la stampa ha denunciato la presenza di plutonio, poiché è stata confermata la presenza di uno dei suoi discendenti per filiazione radioattiva, l'americio.

#### Dal 2006
Alla fine del gennaio 2006 piogge intense hanno inondato la piana del Livière, una parte dei terreni del sito di produzione e si sono accumulate su un'area che circonda i bacini di decantazione e di lagunaggio degli effluenti acquosi derivanti dal processo dell'impianto. Sul sito sono rimasti circa 50000 m3 di acque cariche di nitrati con un tasso di diversi grammi per litro e di uranio con un tasso di 0,5 mg/L, a causa del contatto con i terreni inquinati. I tassi di nitrati, osservati a valle dell'impianto sul canale della Mayral, hanno raggiunto valori intorno a 80 mg/L per un valore abituale dell'ordine di 20 mg/L.
Nel giugno-luglio 2006, una perdita di effluenti contaminati ha provocato una contaminazione radioattiva all'interno del sito Comurhex e al limite del sito al livello di due linee ferroviarie SNCF.
Nel luglio 2007, un fusto di uranio proveniente dal Niger è stato accidentalmente tagliato di circa 5 cm durante il trasporto. Trenta chilogrammi di materiale si sono sparsi nel container scaricato a Malvési. L'ASN ha classificato questo evento al livello 1 (anomalia) della scala INES.
Il 23 e 24 agosto 2009, sono segnalate fuoriuscite di fluoro e di uranio. I volumi di fluoruro rappresentano da tre a quattro volte la dose massima, che provoca uccisioni di pesce e un'azioni legale da parte di gruppi ambientalisti. Le acque contaminate vengono scaricate nel canale di Tauran e raggiungono la Robine, poi lo stagno di Bages-Sigean e infine il mare a Port-La Nouvelle. L'acqua del Robine è quindi vietata per uso agricolo. Agenti dell'ONEMA (Office national de l'eau et des milieux aquatiques, «Ufficio nazionale dell'acqua e degli ambienti acquatici») avevano ripetutamente messo in guardia la Comhurex, ma la direzione ne aveva mai tenuto conto. L'incidente è stato reso pubblico solo un giorno e mezzo dopo.

## Procedimenti giudiziari

### Lavoratori vittime della radioattività
Nell'aprile 2009, la cassa di assicurazione sanitaria primaria (caisse primaire d'assurance maladie, CPAM) riconosce il cancro broncopolmonare per inalazione di Bernard Moya, dipendente di Comurhex per 32 anni, come una malattia professionale correlata alla radioattività che ha portato alla morte della vittima.
Michel Leclerc, operaio di Malvési per un subappaltatore dall'agosto 1980 al giugno 1984, ha svilupparo una leucemia mieloide cronica. Le sue urine hanno mostrato un tasso molto elevato di uranio nell'aprile 1983. Dopo la dichiarazione della malattia professionale nel mese di aprile del 1992, riconosciuta dalla cassa primaria di assicurazione malattia nell'ottobre 1992, il Tribunale degli affari di sicurezza sociale di Carcassonne ha condannato nel 1999 la Comurhex a pagare tutte le spese processuali per responsabilità in relazione al suo danno. Nel giugno 2012, il Tribunale di grande istanza (TGI) di Narbona ha riconosciuto la responsabilità della società Comurhex nella leucemia sviluppata da Michel Leclerc. Il 5 novembre 2012, la Corte d'appello di Montpellier ha annullato il giudizio del TGI di Narbona. Il 26 marzo 2013, José Bové è venuto in tribunale a Narbona per sostenere Michel Leclerc nel suo processo contro la Comurhex.
François Gambart, deceduto nel 2001, ha sviluppato una leucemia acuta scoperta nel 1999 e dichiarata malattia professionale nel 2000. Di fronte al rifiuto di presa in carico da parte della CPAM, gli aventi diritto hanno adito il Tribunale degli affari della sicurezza sociale che ha riconosciuto la natura professionale della malattia con sentenza nel 2005, confermata da un'ordinanza della camera sociale della Corte d'appello di Montpellier nel 2006

### Lavoratori sanzionati
Nel mese di ottobre del 2013, una parte dei dipendenti sono in sciopero in risposta alle misure disciplinari preso dalla Comhurex contro cinque operatori e un capoposto. Nel mese di aprile 2014, il Tribunale del lavoro (conseil des Prud'hommes) ha emesso una decisione favorevole ai dipendenti interessati da procedure. Nel giugno 2014, il tribunale di Narbona giudica nulla la richiesta del sindacato CGT che aveva citato Areva-Malvési per discriminazioni sindacali nei confronti di tre delegati del personale.
Nel marzo 2017, 95 dipendenti sono stati licenziati per motivi di sicurezza a causa di uno sciopero lanciato dalla CGT per una rivalutazione dei premi. La CGT ha deciso allora di presentare una querela.

### Contaminazioni dell'ambiente

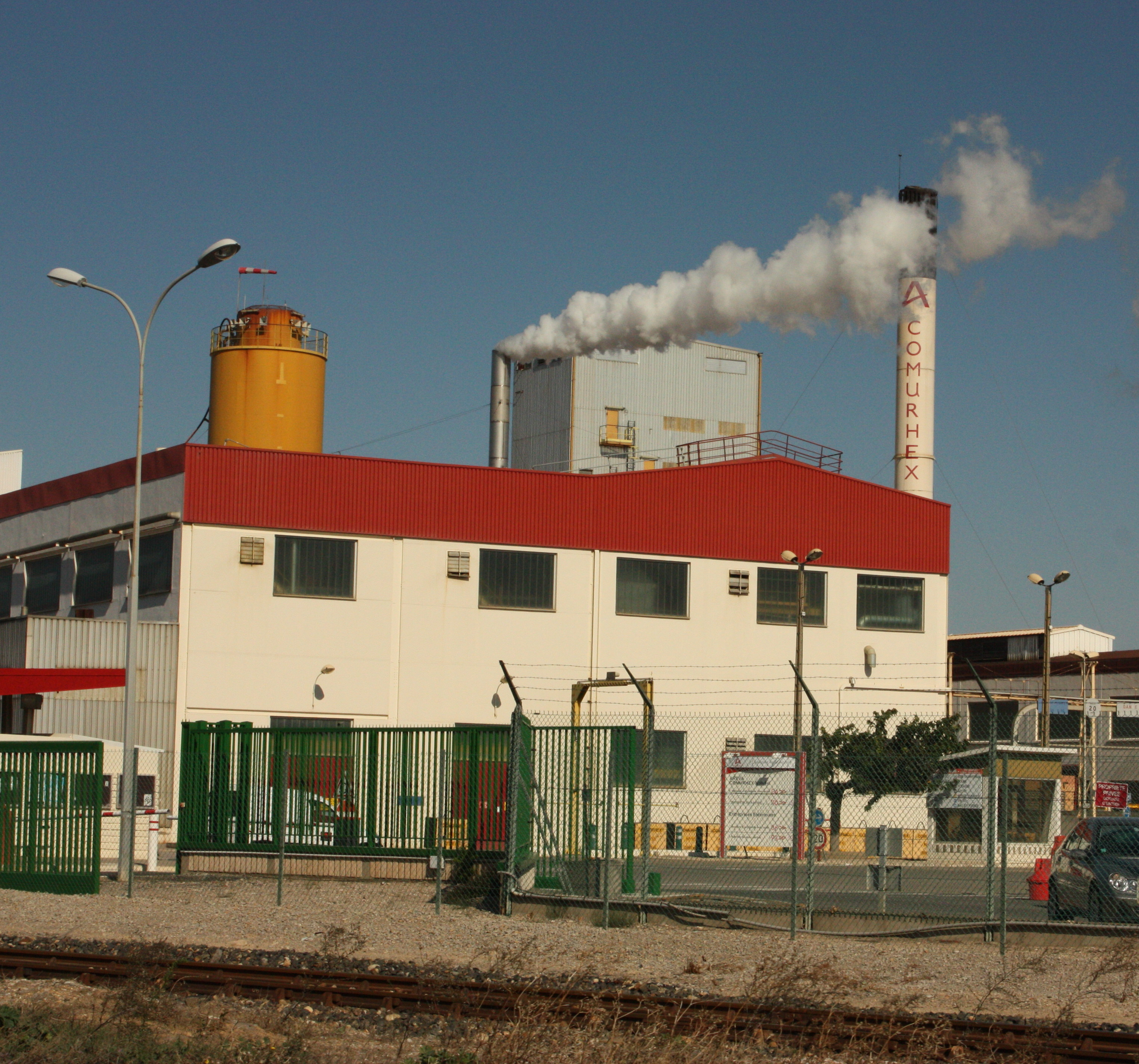
Ingresso all'impianto di Malvési

Ventotto pescatori dello stagno di Bages-Sigean (Aude) hanno presentato una denuncia nel maggio 1996 per "disturbo del godimento anormale del vicinato, generatore di un pregiudizio finanziario per i pescatori marini". I giudici hanno condannato diverse società in proporzione alle loro responsabilità stabilite dall'esperto: la Comurhex, che ha partecipato al 50% dell'eutrofizzazione dello stagno con apporti di azoto cronici o accidentali dal 1990 al 1998, dovrà pagare 239.371 euro di danni.
Nell'agosto 2009, Areva invia effluenti contenenti da 5 a 50 volte le concentrazioni ammissibili di uranio, fluoro e ammonio nel canale di Tauran.
Nel dicembre 2011, la Comurhex è stata di condannata a 60.000 euro di ammenda per aver versato sostanze nocive nell'ambiente tra il 21 agosto e il 25 agosto 2009.
Nel gennaio 2014, il laboratorio della CRIIRAD effettua una misura della radiazioni alla recinzione del sito all'interno di un veicolo. Il tasso di radiazione misurata raggiunge 11176 becquerel di radiazioni gamma. Il responsabile del sito mette in discussione il test effettuato dalla CRIIRAD.

### Regime giuridico del sito
Nel gennaio 2013, la rete Sortir du nucléaire ha presentato una querela, poiché delle analisi hanno rivelato che una parte dei bacini situati sul sito, posti sotto il regime legale delle installazioni classificate per la protezione dell'ambiente, avrebbero dovuto rientrare nel regime delle installazioni nucleari di base (INB) fin dal 2007. Il 22 luglio 2015, l'ASN autorizza per decreto la società Areva a creare e gestire un'installazione nucleare di base, il già citato ECRIN, per Entreposage confiné de résidus issus de la conversion («Deposito confinato di residui derivanti dalla conversione»).

## Progetto Comurhex II

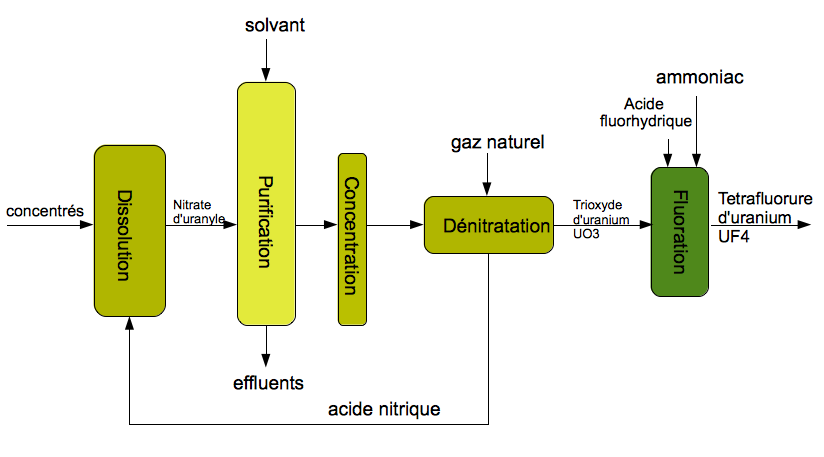
Schema del nuovo processo Comhurex II

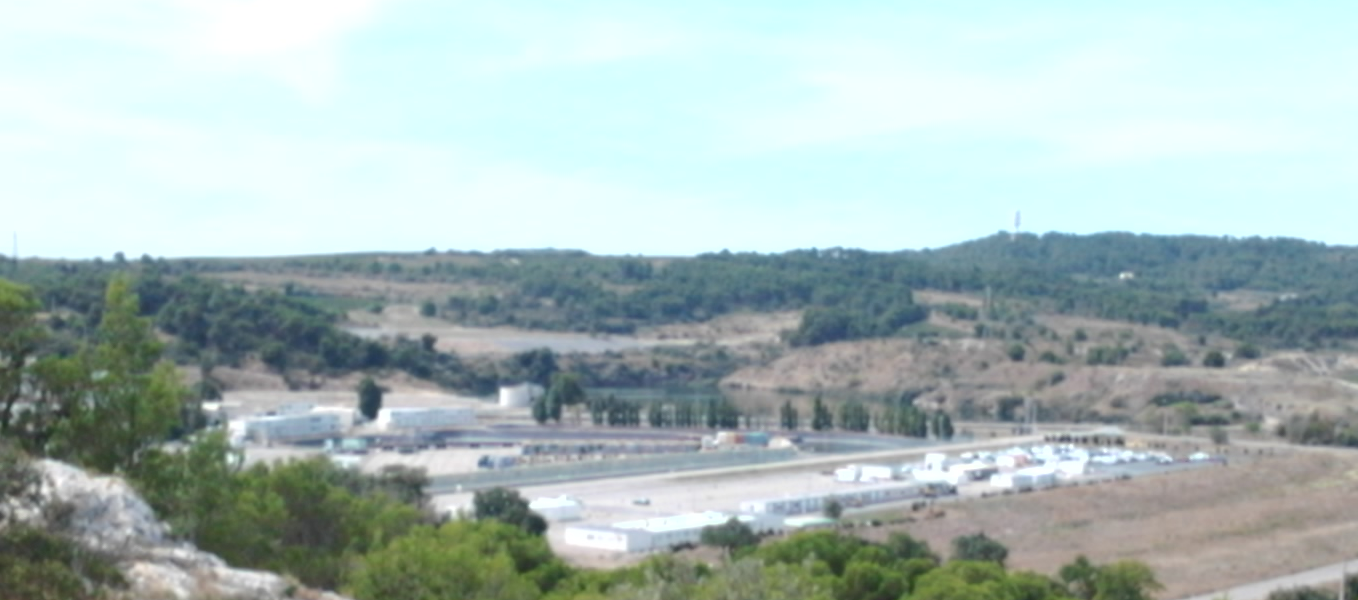
Campo base e zona di deposito dei fusti di yellow cake

Dal 1997, la società Comurhex sviluppa un nuovo processo pilota all'interno del sito di Malvési per ottenere il triossido di uranio mediante calcinazione diretta del nitrato di uranile. I vantaggi attesi sono di ordine economico (ridurre i costi di produzione) ma anche ecologici (ridurre gli scarichi di ammoniaca).
Nel giugno 2007, Areva annuncia il suo progetto - intitolato Comurhex II - per i nuovi impianti di conversione dell'uranio. Il progetto, che si sviluppa sui siti Comurhex di Malvési e di Pierrelatte nella Drôme, raggiunge un totale di circa 600 milioni di euro. I lavori del genio civile sono cominciati nel novembre 2009. La capacità produttiva totale è stimata in 15.000 t annuali, con un potenziale di espansione fino a 21.000 t annuali.
Nel maggio 2008, Comurhex inaugura il suo nuovo campo base a nord del sito. Questa è la prima pietra del progetto Comurhex II.
Nel settembre 2011, il ministro dell'Industria Éric Besson, accompagnato da Sébastien de Montessus, capo della Areva Mines, fa un viaggio presso le autorità del Kazakistan perché progetta di far entrare il gruppo kazako Kazatomprom nel capitale di Comhurex II, in cambio dell'aumento a regime della miniera di uranio di Tortkuduk di Areva in Kazakistan.
All'inizio del 2012, Areva annuncia una svalutazione di 212 milioni di euro sul progetto Comurhex II.
All'inizio del 2014, la direzione del sito annuncia che la costruzione da parte del genio civile del nuovo impianto è completata. Nel mese di settembre 2014, secondo il quotidiano economico Les Échos, il nuovo impianto Comhurex II sperimenta degli scostamenti di bilancio. Nel gennaio 2015, la CFDT afferma che l'avvio di Comurhex II è rinviato e che l'autorizzazione a continuare l'operazione di Comurhex I non è stata ancora ottenuta. Nel maggio 2015, la CGT dice che il costo del progetto di Comhurex II sarebbe raddoppiato a più di 1,2 miliardi di euro
Nel 2016, Areva commissiona alla società narbonese Defacto una brochure dei consumatori per illustrare le precauzioni da prendere in caso di incidente.

### Progetto di trattamento dei nitrati TDN-THOR

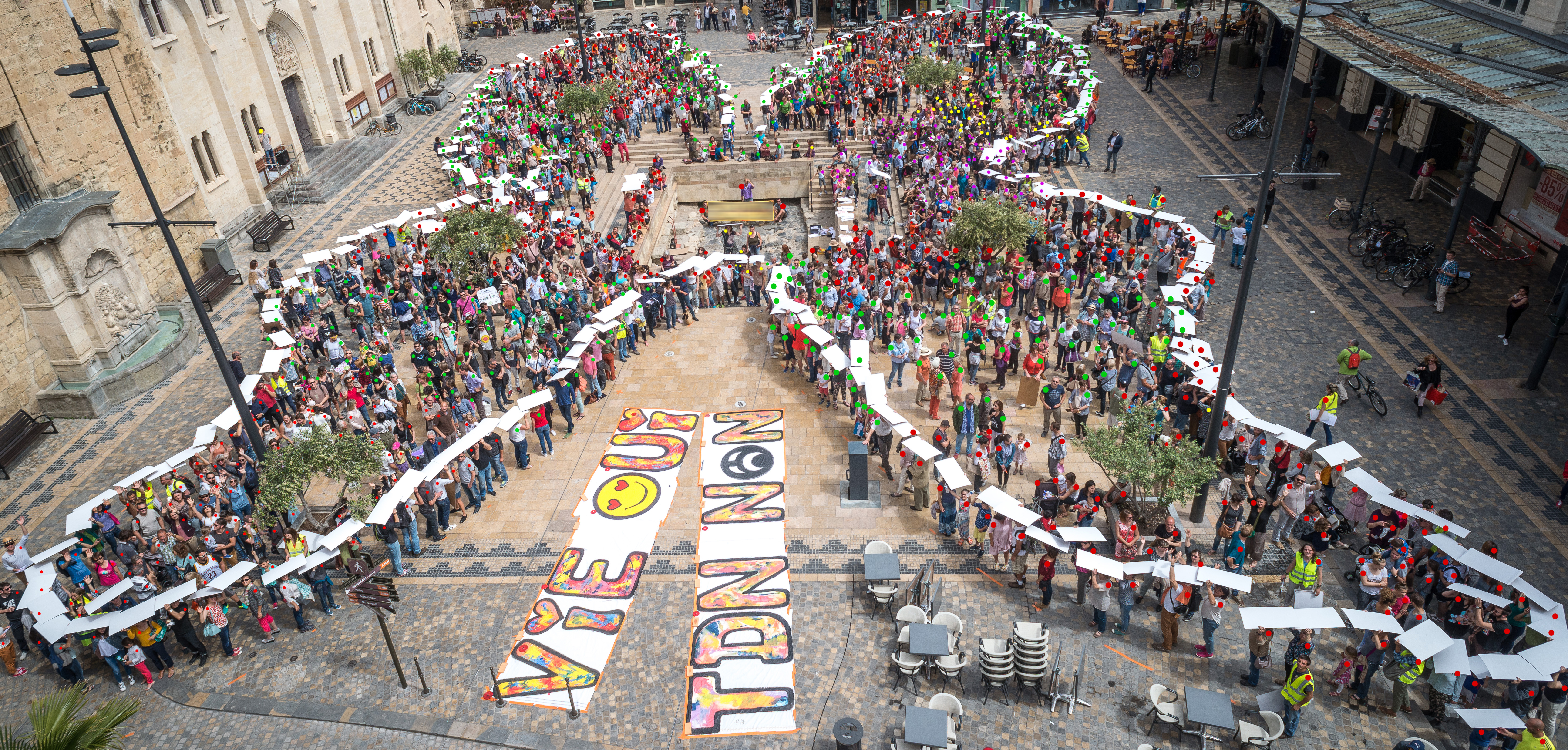
Affresco umano a forma di farfalla che raccoglieva 1.249 persone, piazza del comune a Narbona, 13 maggio 2017, per opporsi al progetto di trattamento dei nitrati (TDN) dell'impianto Areva Malvési (oggi Orano Malvési)

Nel settembre 2016, la costruzione di un'unità di "trattamento dei nitrati" dei bacini di evaporazione e di decantazione del sito di Malvési viene sottoposta a indagine pubblica. A novembre, il commissario all'indagine dà parere favorevole sul progetto, nonostante il parere negativo dell'associazione Rubresus, che evidenzia le notevoli emissioni di inquinanti atmosferici di questo progetto. Nel dicembre 2016, Areva firma un contratto con la società svedese Studsvik per proseguire gli studi di ingegneria relativi alla messa in opera della tecnologia THOR (Thermal organic reduction) nell'unità di trattamento dei nitrati (TDN). Un pagamento di 18 milioni di corone svedesi (1,85 milioni di euro) è previsto per l'adempimento del contratto.
Nel febbraio 2017, il collettivo di vigilanza sui rifiuti di Malvési (Covidem) organizza una riunione pubblica presso la biblioteca di Narbona. La prefettura rinvia la decisione di autorizzazione del progetto al mese di maggio 2017. Sabato 25 marzo, circa 300 persone manifestano in famiglia contro il progetto TDN-THOR, nel villaggio di Moussan situato a soli 3 km dall'impianto. Il 6 aprile, i funzionari eletti del municipio di Narbona tengono un consiglio municipale straordinario per ascoltare gli argomenti delle associazioni Rubresus ed Eccla.
Il 9 maggio, la prefettura di Aude rinvia di nuovo la sua decisione sul progetto TDN al 9 agosto 2017. Il 13 maggio 1.249 persone si radunano davanti al comune di Narbona formando una farfalla gigante per dire «sì alla vita, no al TDN». Il 9 giugno, su invito delle associazioni locali, The Butterflies Families, Rubresus e Covidem, quasi 2.000 persone si riuniscono sulla piazza del municipio di Narbona, per chiedere al prefetto una perizia indipendente. Il 19 luglio 2017, il prefetto dell'Aude, Alain Thirion, annuncia al giornale L'Indépendant che nominerà due esperti indipendenti, e rimanda in tal modo la data della sua decisione prevista per il 9 agosto 2017.